# المسيحية في هولندا

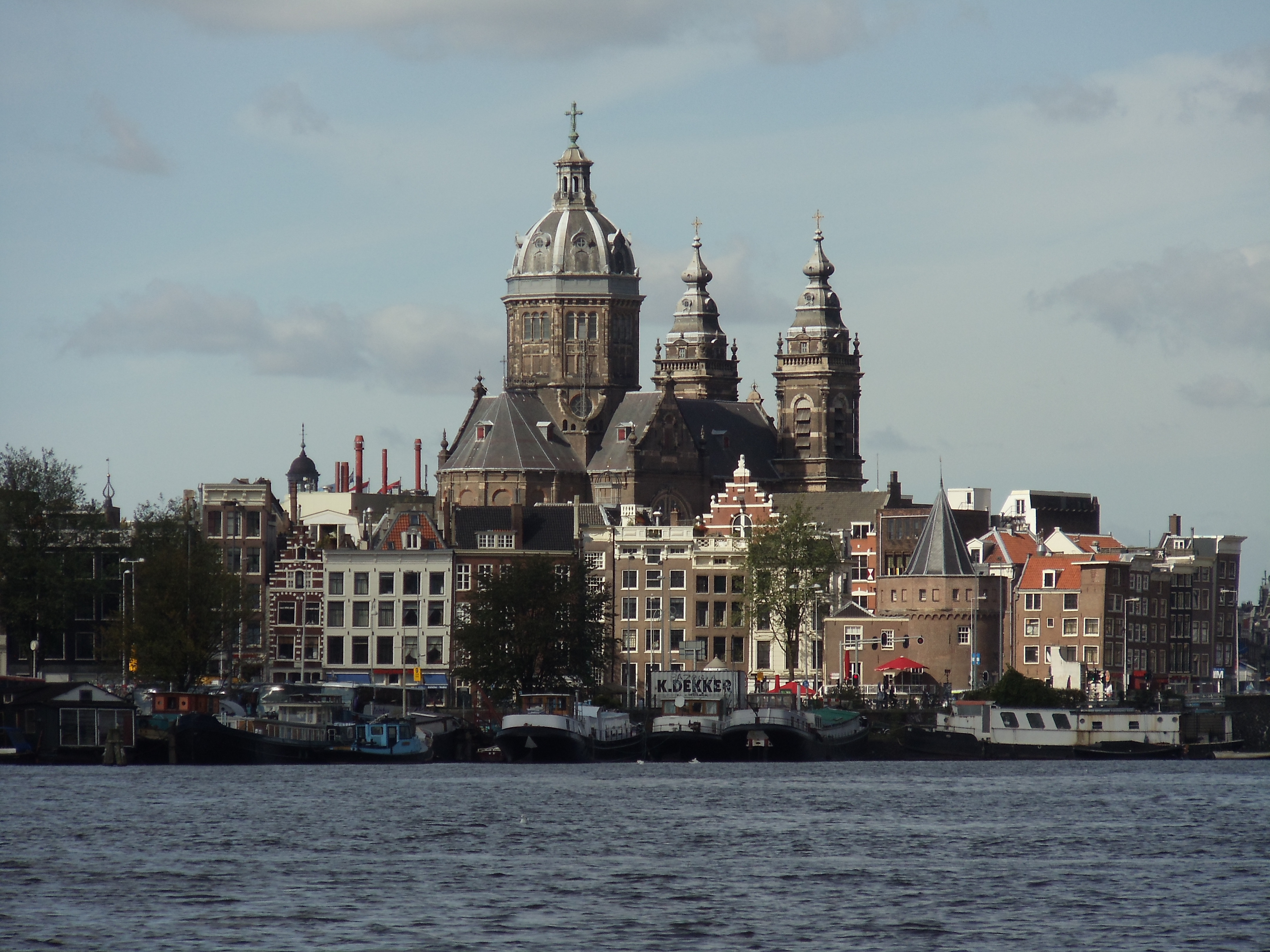
كنيسة القديس نيكولاس في مدينة أمستردام.

المسيحية في هولندا هي أكبر الأديان المُنظمة، وتاريخيًا كانت المسيحية الديانة المهيمنة في هولندا، ومنذ القرون الوسطى حتى القرن العشرين كانت هولندا دولة ذات أغلبية مسيحية. وحسب إحصائية نشرت في عام 1947، كان حوالي 83% من سكان هولندا مسيحيين وانتمى 44.3% من سكان هولندا إلى الطوائف البروتستانتية، وتبع حولي 38.7% الكنيسة الرومانية الكاثوليكية، بينما كان حوالي 17.1% منهم لادينيين وبالتالي لا ينتمون إلى أية طائفة كنسية أو أي مذهب ديني آخر. ويتركز تواجد البروتستانت بشكل خاص في شمال هولندا وبالأخص في منطقة أمستردام وروتردام ومحيطها، حيث كانت البروتستانتية الكالفينيّة هي الديانة المهيمنَة تاريخيًا في تلك المناطق، في حين يعيش معظم الكاثوليك في المقاطعات الجنوبيّة للبلاد، خصوصاً في مقاطعتي شمال برابنت وليمبورخ، حيث يٌشّكلون الأغلبية السكانيَّة هناك. ارتبطت العائلة المالكة الهولندية تقليديًا بالكنيسة الكالفينية، وتحديدًا بالكنيسة المصلحة الهولندية والتي اندمجت في الكنيسة البروتستانتية في هولندا لاحقًا. كانت الكنيسة البروتستانتية الهولندية الكنيسة البروتستانتية الرئيسية الوحيدة في هولندا منذ الإصلاح البروتستانتي حتى القرن التاسع عشر.
حالياً تتراوح نسب أتباع الديانة المسيحية بين 51.2% أي حوالي ثمانية ملايين مسيحي حسب دراسة معهد بيو عام 2010، وبين 43.8% حسب دراسة إحصائيات هولندا عام 2015. منذ عقد 1960 تخطت أعداد الكاثوليك أعداد البروتستانت، وحالياً الكنيسة الرومانية الكاثوليكية هي الديانة الأكثر انتشاراً في هولندا وتضم حوالي أربعة ملايين من الأتباع المسجلين مما يشكل نسبة 23.7% من سكان هولندا، تليها الكنائس البروتستانتية ويتبع تعاليمها حوالي 15.5% من السكان، ويشكل أتباع الطوائف المسيحية الأخرى حوالي 4.6% من السكان. أمّا وفقًا لإحصائية مكتب إحصائيات هولندا والتي أعتمدت على عينَّة أكبر وجدت أنه حوالي 47.2% من سكان هولندا من المسيحيين. وعلى الرغم من التنّوع الديني، هناك انخفاض كبير في الالتزام الديني. في الوقت الحاضر، هولندا هي واحدة من أكثر الدول العلمانية في أوروبا الغربية، مع أكثر من 50% من السكان لادينيين.

## تاريخ

### العصور المبكرة والوسطى

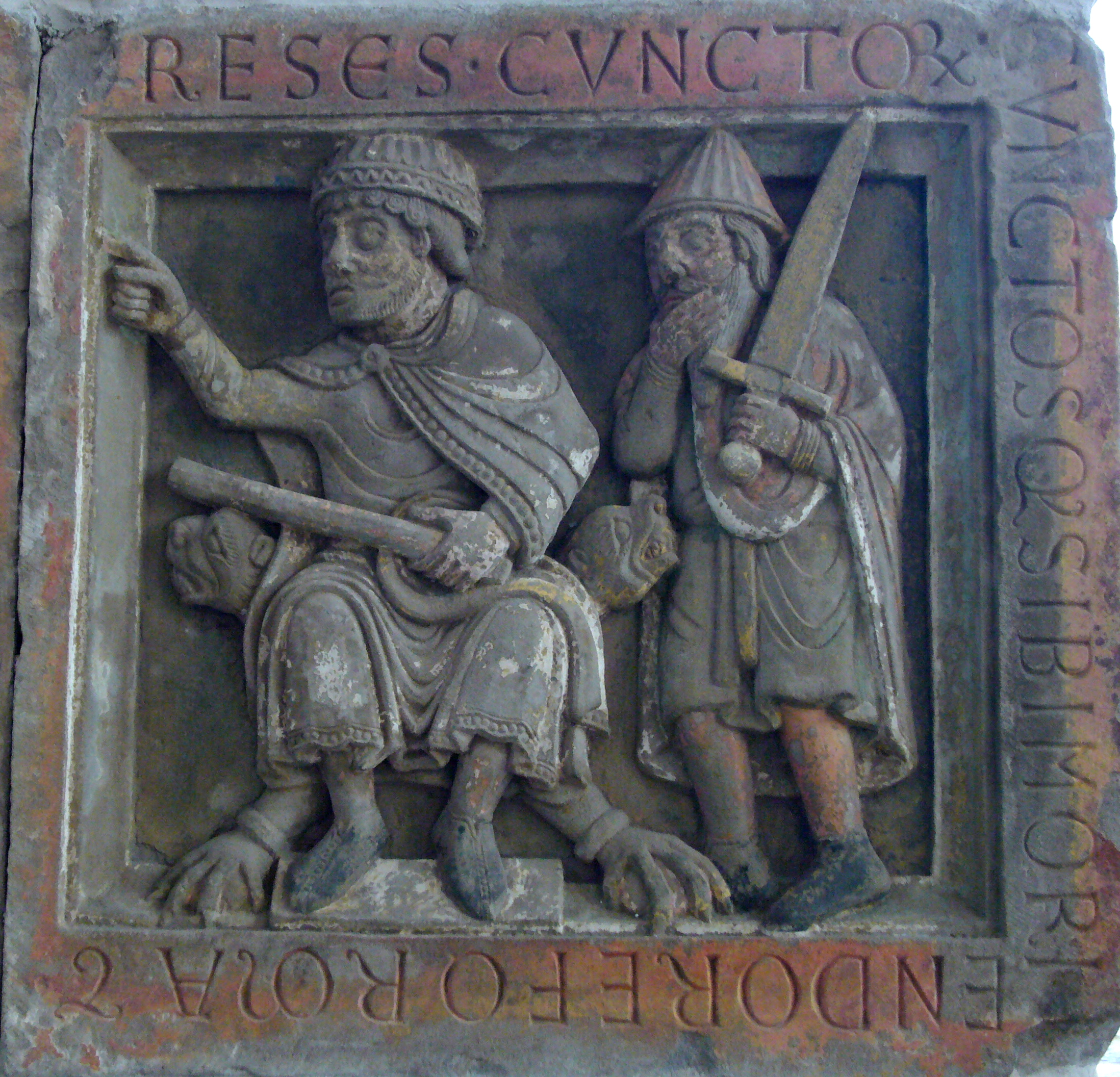
كان بيرنولد أمير أسقف أسقفية أوترخت بين السنوات 1026–1054.

شهدت الفترة الزمنية الواقعة بين أعوام 600 و 719م العديد من النزاعات بين الفريزيين والفرنجة حول ملكية دورستاد. ففي سنة 734م انهزم الفريزيون في واقعة بورن بعد سلسلة من الحروب مع الفرنجة. وقد لعب مبشروا الأنجلو ساكسون وخاصةً فليبرورد وفولفرام وبونيفاس دوراً مهماً في تحويل الشعوب الفريزية إلى الديانة المسيحية.
حكمت الإمبراطورية الرومانية المقدسة التي خلفت مملكة الفرنجة الشرقيين الكثير من البلدان المنخفضة في القرنين العاشر والحادي عشر لكنها لم تكن قادرة على المحافظة على وحدتها السياسية، ولذلك استطاع النبلاء المحليون ذوو النفوذ من تحويل مدنهم ومقاطعاتهم ودوقياتهم إلى ممالك خاصة، الأمر الذي ولّد لديهم الإحساس بأنهم ليسوا ملزمون بأي شيء أمام الإمبراطور. وكانت مقاطعات هولندا، وهينو، وفلاندريز، وخيلدرز، ودوقية برابنت، وأسقفية أوترخت في حالة من الحرب شبه المستمرة أو كانت بمثابة وحدات سياسية شخصية متناقضة التشكيل. وكانت لغة معظم سكان مقاطعة هولندا وثقافتهم في الأصل فريزية. وبتقدم الفرنجة في مستواهم الحضاري بدرجة أكثر مما لدى فلاندرز وبرابانت سرعان ما أصبحت لغة المنطقة فرانكونية دنيا قديمة (أو هولندية قديمة). وظلت بقية أجزاء مقاطعة فريزيا في الشمال (الآن فرايزلاند ومقاطعة خرونينغن) محتفظة باستقلالها، وكان لكل منها مؤسساته الإدارية الخاصة (التي تسمى مجتمعة «الحرية الفريزية») وقد قاومت فرض النظام الإقطاعي عليها.
كانت للحياة الدينيَّة حضور مركزي في المجتمع الهولندي القرطوسي. وكان للأديرة الهامة مثل رولدوك، وسوستيرن، وسينت أوديلينبرغ وإغموند تأثير كبير على الريف الهولندي. في المراكز المسيحية من أوترخت وماستريخت أنشأت العديد من المراكز الثقافية. ومنذ القرن الثالث عشر أستقر العديد من الرهبانيات والفرسان في العديد من المدن الهولندية، أبرزهم كان الفرنسيسكان، والدومينيكان وفرسان النظام التوتوني. شارك عدد من السكان المحليين في العديد من الحملات الصليبية في القرن الثاني عشر والثالث عشر.
في القرن الرابع عشر سعت دعوات أولى للإصلاح الديني، وإن كانت داخل الكنيسة الكاثوليكية. أنشأ جيرت غروت إخوة الحياة المشتركة، وهو نظام صوفي مؤثر وكانت قدشهدت هولندا ازدهارًا للتصوف المسيحي والتنظير الموافق له رافقه ازدهار الرهبانيات الجديدة في العالم المسيحي، وخضعت الكنيسة المحلية تحت تأثير حركات الإنسانيَّة المسيحيَّة والتي غيرت المجتمع الهولندي بشكل أساسي، وكان رجال الدين الكاثوليكي دسيدريوس إراسموس من رواد الحركة الإنسانية في أوروبا، حيث تمتع إيرازموس بشخصية مستقلة كما عرف عنه طبعه الساخر في كتابه «مديح الحمق»، وقام بالتعليق على نصوص العهد الجديد، وحاول أن يضع مبادئ الحركة الإنسانية حسب التوجهات المسيحية، كما أراد أن يقرب بين أتباع المذهب الكاثوليكي وأتباع الحركات الإصلاحية الجديدة.

### الثورة الهولندية

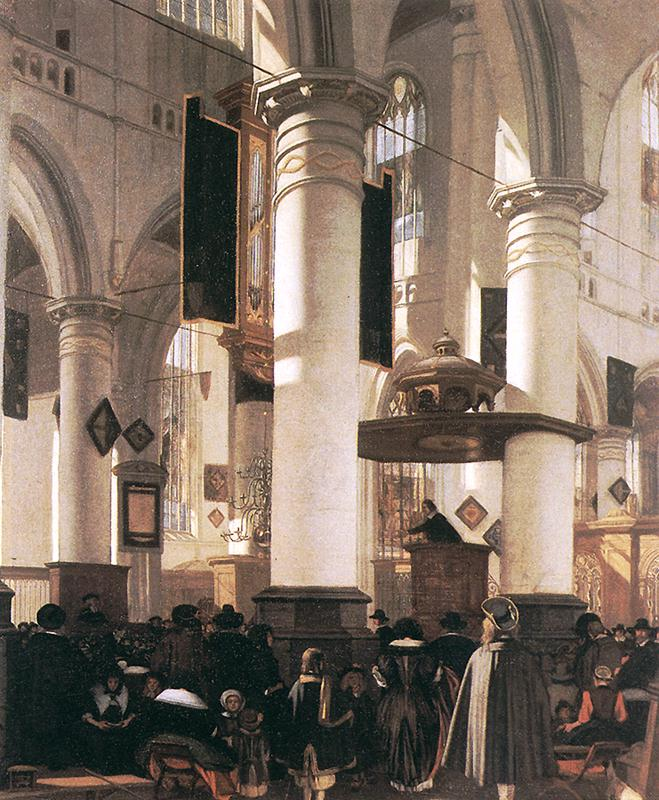
عظة داخل الكنيسة الكالفينيَّة؛ بريشة إيمانويل دي ويت: لعبت الكالفينية دورًا مهمًا في الثورة الهولندية.

كانت المنطقة المعروفة حاليًا باسم هولندا تشكل جزءاً من مجموعة الأقاليم السبعة عشر بالأراضي المنخفضة، وتخضع لحكم ملك أسبانيا وحاكم الإمبراطورية الرومانية المقدسة شارل الخامس، وكانت تشمل أيضاً معظم مناطق مملكة بلجيكا، ودوقية لوكسمبورغ الحاليتين، وبعض الأراضي في فرنسا وألمانيا.
وفي عام 1568 اشتعلت حرباً عرفت لاحقاً بحرب الثمانين عامًا بين مقاطعات الأراضي المنخفضة وملك أسبانيا، وفي عام 1579 تكوّن اتحاد من سبعة عشر مقاطعة بروتستانتية تقع في النصف الشمالي من الأراضي المنخفضة عرف باتحاد أوترخت، وهي معاهدة تم إبرامها بغرض تعزيز التعاون بين تلك المقاطعات في دفاعها ضد الجيوش الإسبانية. ويعتبر اتحاد أوترخت الأساس الذي قامت عليه مملكة هولندا الحديثة. وفي عام 1581 اعتمدت المقاطعات الشمالية قانون التبرؤ، وهو بمثابة إعلان لاستقلالها وتم بموجبه عزل الملك فيليب الثاني ملك أسبانيا رسمياً عن حكم المقاطعات وتبرؤها منه كحامل للقب الملك فيها.
وقد تعاطفت ملكة إنجلترا إليزابيث الأولى البروتستانتية الديانة مع نضال الهولنديين ضد الأسبان، وأبرمت معهم معاهدة عام 1585 وعدت بموجبها بإرسال مقاتلين إنجليز إلى هولندا لمساعدة الهولنديين في حربهم مع الأسبان. وفي ديسمبر 1585 تم بالفعل إرسال 7,600 جندي إنجليزي إلى هولندا بقيادة روبرت دادلي أول إبريل بمدينة لستر. وعلى الرغم من كبر حجم الجيش الذي أرسل من إنجلترا إلى هولندا بمعايير ذلك الوقت إلا أنه لم يكن ذو فائدة حقيقية لدعم التمرد الهولندي ضد أسبانيا.
انضمت مدينة أمستردام -الكاثوليكية سابقاً- عام 1578 إلى ركْب المدن الهولندية الثائرة ضد الحكم الإسباني، وكان انضمامها متأخراً مقارنةً مع مدن شمال هولندا الرئيسية. وتماشياً مع الإجراءات البروتستانتية المعمول بها في ذلك الحين، حُوّلت جميع كنائس المدينة إلى كنائس بروتستانتية. أصبحت الكالفينية الدين السائد، وعلى الرغم من عدم حظر الكاثوليكية والسماح لكهنتها بالخدمة، إلا أن السلّم الكهنوتي الكاثوليكي كان محظوراً، مما أدى إلى إنشاء كنائس سريّة خلف المنازل الواقعة على جوانب قنوات المدينة. استقبلت أمستردام أعداداً كبيرةً من الأجانب ذوي الأديان المختلفة في القرن السابع عشر، خصوصاً اليهود السفارديون الذين قدموا من إسبانيا والبرتغال، والهوغونوتيون الذين قدموا من فرنسا، والبروتستانت الذين قدموا من جنوب هولندا.

### الجمهورية الهولندية

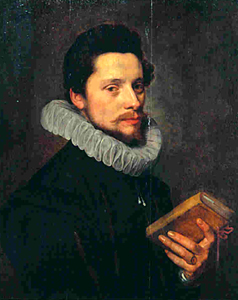
هوغو غروتيوس؛ هو قاض من جمهورية هولندا كان لآرائه الدينية أثرها على الميثودية والخمسينية، كما أنه من الشخصيات الهامة في النقاش الكالفيني-الأرمنياني.

لعبت الكالفينية دورًا مهمًا في الثورة الهولندية. كانت دول المدن الإيطالية والرابطة الهانزية، مراكز تجارية هامة، وحوت طبقة كبيرة ومزدهرة من التجار التي عملت في التجارة مع العالم الجديد. واحتضنت أجزاء كبيرة من سكان المنطقتين مسيحيون من أتباع الكنيسة الكالفينية. خلال الثورة الهولندية (ابتداءًا من عام 1566)، ظهرت الجمهورية الهولندية عقب رفض حكم إسبانيا هابسبورغ، وكانت الثورة ناجحة للسبع مقاطعات البروتستانتية الشمالية الكبرى في البلاد الواطئة ضد حكم الملك فيليب الثاني ملك إسبانيا الروماني الكاثوليكي.
وقد تعاطفت ملكة إنجلترا إليزابيث الأولى البروتستانتية الديانة مع نضال الهولنديين ضد الأسبان، وأبرمت معهم معاهدة عام 1585 وعدت بموجبها بإرسال مقاتلين إنجليز إلى هولندا لمساعدة الهولنديين في حربهم مع الأسبان.
تبنت جمهورية هولندا إثر استقلالها عن إسبانيا، الكالفينية كمذهب رسمي وتبنت نظامًا ليبراليًا ما جعلها بنوع خاص موئلاً لمختلف الأقليات المضطهدة من الهوغونوتيين، والفلمنكيين، واليهود السفارديين، وكذلك الوستفاليين. جاء الهوغونوتيون إلى أمستردام بعد إصدار لويس الرابع عشر مرسوم فونتينبلو عام 1685 الذي حرمهم من حقوقهم الدينية، أما الفلمنكيون فهاجروا إلى المدينة خلال حرب الثمانين عاما. أما الوستفاليون فكانت هجرتهم إلى العاصمة الهولندية لأسباب اقتصادية في الغالب، واستمر تدفقهم خلال القرنين الثامن عشر والتاسع عشر. وقد نمت الجهورية الهولندية لتصبح واحدة من القوى الاقتصادية والملاحة البحرية الكبرى في القرن السابع عشر، ففي العصر الذهبي الهولندي تم إنشاء مستعمرات ومراكز تجارية تابعة لها في جميع أنحاء العالم، وكانت العلوم والقوات العسكرية، والفنون (خاصةً التصوير) من أهم مظاهر النهضة. في عام 1795 كانت النهاية، حيث انهارت الجمهورية الهولندية تحت تأثير الثورة الديمقراطية الهولندية وتحت ضربات الجيوش الفرنسية الغازية.
بينما كان الاضطهاد للبروتستانت يتعاظم في في الأراضي المنخفضة الجنوبية في ظل حكم فيليب الثاني ملك إسبانيا، وكانت هذه المدن تعاني من هجرة كارثيَّة للمهارة ورأس المال البروتستانتي. تقلص عدد سكانت أنتويرب بين عام 1560 وعام 1589 من 85,000 نسمة إلى 42,000 نسمة. انتقل معظم هؤلاء المهاجرين إلى الأراضي المنخفضة الشمالية، وأستقروا في أمستردام، وليدن وهارلم حيث كان بإمكانهم ممارسة شعائرهم الدينية بحريَّة. وكان العديد منهم عمال نسيج مهرة ومن ذوي الاختصاصات المتطورة، وأدَّى تدفق سيل من التجار والعمال والمهرة والصناعيين البروتستانت إلى الجمهورية الهولندية إلى دور في تأسيس لما أطلق عليه ماكس ويبر الأخلاق البروتستانتية وروح الرأسمالية في الأراضي المنخفضة. بحلول القرن السادس عشر، أستقر معظم أكثر التجار والصناعيين البروتستانت ثراءًا من جديد في هولنداوكان ما أغراهم للقيام بذلك هو الأعداد الكبيرة من العمالة المهرة، بالإضافة إلى الذهنية التجارية المنتشرة بشكل كبير في المنطقة، والفرص الاقتصادية والاجتماعية التي لا مثيل لها أو منافس لها، والمتاحة أمام جميع الأفراد والجماعات بغض النظر عن انتماءاتهم الدينية. يعزو الاقتصاديان رونالد فيندلي وكيفن أورورك أنَّ جزءاً من صعود هولندا إلى أخلاقيات العمل البروتستانتية القائمة على الكالفينية، والتي عززت التوفير والتعليم. وقد ساهم ذلك وفقاً لهم في «أدنى أسعار الفائدة وأعلى معدلات الإلمام بالقراءة والكتابة في أوروبا. ومكنت فرة رأس المال من الاحتفاظ بمخزون ثروة مثير للإعجاب، ليس فقط في الأسطول الكبير ولكن في المخزونات الوفيرة من مجموعة من السلع التي كانت تستخدم لتحقيق الاستقرار في الأسعار والاستفادة من فرص الربح».
في أوائل القرن السابع عشر أطلق الرهبان اليسوعيون الكاثوليك حملات كبيرة من أجل إحياء الإيمان بين الكاثوليك. حيث كان الكثير من الكاثوليك يميل نحو التحول إلى البروتستانتية لتحقيق مكاسب مؤقتة، وفي المناطق التي تمكن لليسوعيين العمل فيها، تثبت الكاثوليك الهولنديين في إيمانهم وعاد بعض الكالفينيين إلى الكاثوليكية من جديد. غير أن عدد أتباع الكنيسة الكاثوليكية تضائل بسبب عدم وجود الكهنة، ولا سيما في المناطق الريفية من خيلدرز، وأوفرايسل، وخرونينغن وفريزيا. وفي الوقت نفسه، تلقت المدن الغربية الكبرى تدفق المهاجرين البروتستانت من ألمانيا، وفلاندرز وأنتويرب وفرنسا، وأضحت المدن الكبرى بروتستانتية الطابع.

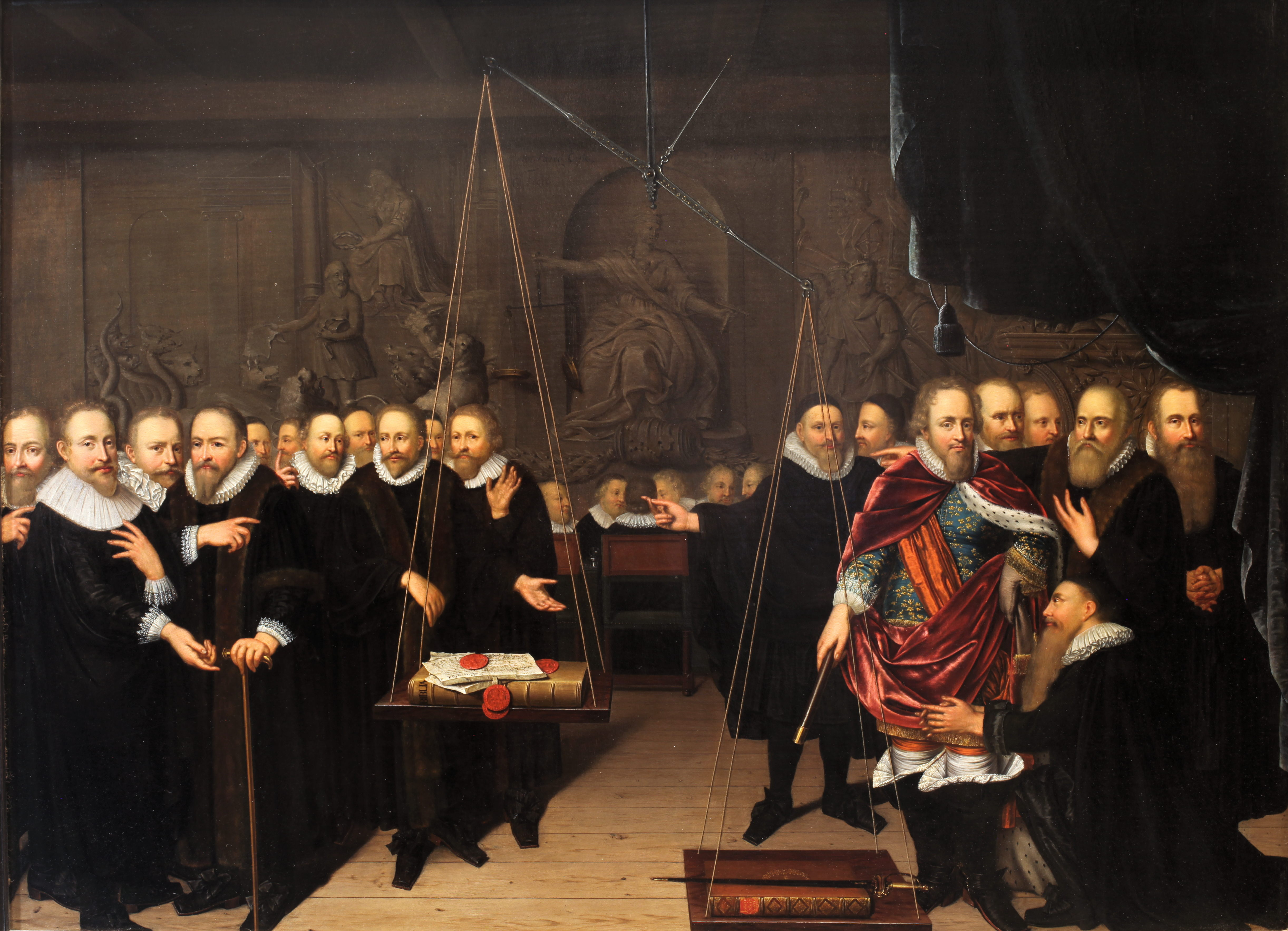
لوحة تعود لعام 1721 تُصور النقاش الكالفيني-الأرمنياني.

خلال القرن السابع عشر وحتى في وقت متأخر من القرن الثامن عشر سيطر التيار الكالفيني الأرثوذكسي على مناطق واسعة تمتد من زيلند إلى مقاطعة أوفرايسل إذ شكِلت فيه البروتستانتية الكالفينية المحافظة اجتماعيًا جزءًا رئيسيًا من الثقافة، وحضور الكنيسة المسيحية فيه أعلى منه في بقية محافظات هولندا، ويبقى حضور التيار الكالفيني الأرثوذكسي المسيطر في هذه المناطق حتى يومنا هذا. خلال الهدنة الإثني عشر عاما بين عام 1609 وعام 1621 في حرب الثمانين عامًا، شهدت هولندا حربًا أهلية على أسس دينية. حاول سينودس دورت وضع حد للصراع اللاهوتي الداخلي داخل الكنيسة الكالفينية بين في النقاش الكالفيني-الأرمنياني، حيث كان التيار الكالفيني أكثر أرثوذكسية ومحافظًا في حين مال تيار الأرمنيانية أو الريمونسترانتيون إلى الليبرالية. ويعد الريمونسترانتيون من البروتستانت الهولنديين الذين حافظوا بعد موت جاكوب أرمينيوس على الآراء التي ارتبطت باسمه. وفي عام 1610 قدموا لولايتي هولندا وغرب فريزلاند احتجاجًا في خمس مواد تصيغ وجهات نظرهم الخلافية مع الكالفينية.
اندلعت الحرب الأهلية في عقد 1610 بين الكالفينيين الأرثوذكس والليبراليين. وفاز الجانب الكالفيني الأرثوذكسي والذي دعم من قبل موريس فان ناساو. وأصبحت الكالفينية دين الدولة، ولم يسمح بشغل والمكاتب السياسية إلا للكالفينيون (وفي بعض الحالات لليهود). وتم التسامح مع باقي الطوائف المسيحية الأخرى، وإن تعرضت للتمييز حيث لم يسمح لها بممارسة دينها علنًا. وسُمح لليهودية في ممارسة شعائرها في الأماكن العامَّة، في حين سمح في اللوثرية فقط في المدن الكبرى على شرط الحفاظ على أنماط الكنيسة الكالفينية الداخلية. قام فيلم الأول أول ملوك هولندا بإتباع سياسة أدت إلى جنوب هولندا، ولفتت البلاد إلى حرب أهلية وأقامت الصناعات التي كانت تفضل البروتستانت الأغنياء وليس عامة الناس.

### العصور الحديثة

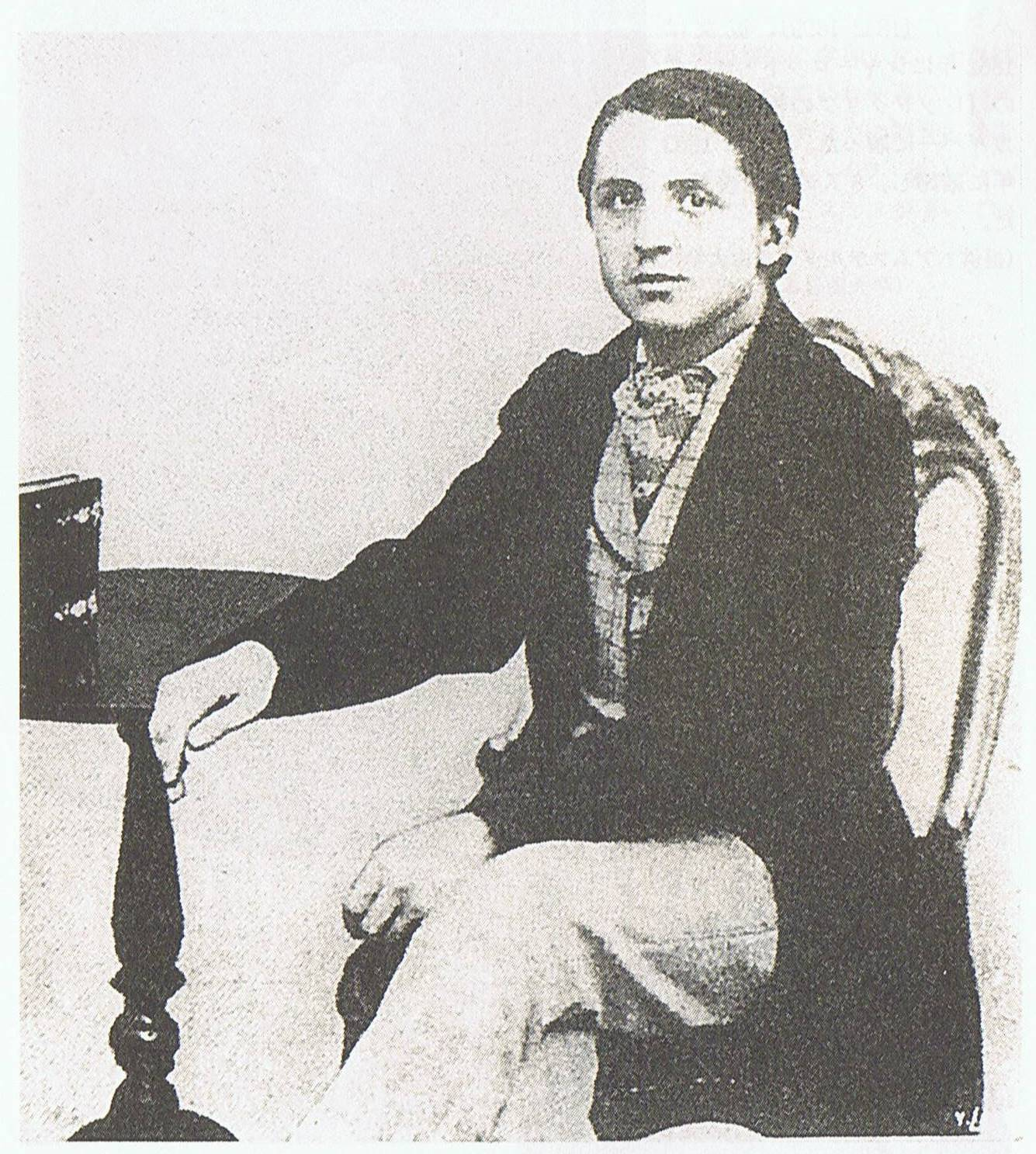
أبراهام كاوبر؛ لاهوتي هولندي ورئيس رئيس وزراء هولندا من عام 1901 حتى عام 1905.

في عام 1813 اتحدت جمهورية هولندا الكالفينية مع الأراضي المنخفضة الجنوبية الكاثوليكية لتشكيل مملكة الأراضي المنخفضة المتحدة. وكان الدين والاختلافات بين الجنوب الكاثوليكي تقريبًا الغالب والشمال البروتستانتي واحدًا الأسباب التي أدَّت إلى الثورة في الغالب من مملكة الأراضي المنخفضة المتحدة، التي تشكلت في عام 1815. حيث القسم الشمالي الغني والقوي اقتصاديًا وتجاريًا والذي يتبع المذهب البروتستانتي (هولندا اليوم)، والقسم الجنوبي الفقير والذي تشكل أغلبيَّة شعبه طبقة الكادحين والذي يتبع المذهب الكاثوليكي (بلجيكا واللوكسمبورج اليوم). وكان سكان المقاطعات الجنوبية يعتنقون المذهب الكاثوليكي، مما كان سبب لهم أزمة في تقبل فكرة أن يكون ملكهم (الهولندي بطبيعة الحال) من أتباع المذهب البروتستانتي الكالفيني. وأصبح موقف الكاثوليك في مملكة الأراضي المنخفضة المتحدة أسوأ مرة أخرى. وأصبحت الهرمية الكاثوليكية محظورة، وحظر على الكاثوليك إقامة مواكب دينية في جميع المقاطعات بإستثناء نورد برابانت وليمبورغ.
حكمت هولندا نخبة كالفينية ليبرالية، والتي هيمنت على البيروقراطية والكنيسة المصلحة الهولندية، مما أدى إلى الانقسامات. في عام 1834 انفصلت مجموعة بقيادة القس هندريك دي كوك عن الكنيسة المصلحة الهولندية في ما كان يعرف باسم أفسشيدينغ. وبعد خمسين عامًا تقريبًا، في عام 1886 انقسمت مجموعة أخرى من الكالفينيين الأرثوذكس بقيادة أبراهام كاوبر عن الكنيسة المصلحة الهولندية. في عام 1892 تأسست كنائس الإصلاح في هولندا، وهي واحدة من الطوائف الكالفينية الجديدة الرئيسية. نظم أبراهام كاوبر أيضًا مجموعة كاملة من المنظمات المستوحاة دينيًا، وكان مستوحى من مفهومه للفصل بين الكنيسة والدولة. أسس صحيفة كالفينية أرثوذكسية، ونقابة عمالية، ومدرسة، والجامعة الحرة بأمستردام وحزب سياسي. خلال هذه الفترة بدأ الكاثوليك يفعلون الشيء نفسه. واعتدمت هولندا سياسة العزل المجتمعي للطوائف السياسية وهي سياسة الفصل السياسي والطائفي للمجتمع. وكانت هذه المجتمعات (ولا زالت في بعض المناطق) «عموديًا» مقسمة إلى عدة قطاعات أو «ركائز» وفقًا للأديان أو العقائد المختلفة. وكان لكل ركيزة أو طائفة مؤسساتها الاجتماعية الخاصة بها كالمدارس والمستشفيات والصحف والإذاعات والأحزاب السياسية والنقابات المهنية وحتى المدافن. وعرفت هولندا ثلاث أنواع من هذا الكتل وهي: الركيزة الكاثوليكية والركيزة البروتستانتية وركيزة الإشتراكيين الإجتماعيين. وقد شهد العقدان 1960 و1970 تغييرات اجتماعية وثقافية كبيرة في هولندا، من بينها عدم العزل المجتمعي للطوائف السياسية وهو مصطلح يصف تحلّل الانقسامات القديمة السياسية والدينية.
كان هناك تسامح ديني كبير بين هذه الثقافات الفرعية وتعاون أتباع هذه الجماعات مع بعضهم البعض على مستوى الحكومة. لكن مع مرور الوقت ازدادت المسافة الاجتماعية بينهم. حيث كان يقرأ الناس صحف مختلفة؛ في الثلاثينيات من القرن العشرين استمعوا إلى برامج إذاعية مختلفة. لم يلعب الأطفال الكاثوليك والبروتستانت معًا. ولم يختلط الكبار عبر الخطوط الدينية. كمان كان الزواج المختلط نادرًا. تاريخيًا كانت أمستردام مدينة ذات أغلبية مسيحية (70%)، وكان حوالي 45% من سكان المدينة من البروتستانت أتباع الكنيسة الكالفينية، وحوالي الثلث أتباع الكنيسة الرومانية الكاثوليكية. وأصبحت العلمانية أو تراجع التدين، ملحوظة لأول مرة بعد عقد 1960 في المناطق الريفية البروتستانتية في فريزلاند وغرونينغن. ثم انتشرت إلى أمستردام وروتردام وغيرها من المدن الكبيرة في غرب هولندا. وأخيرًا ظهرت في المناطق الجنوبية الكاثوليكية. وهناك اتجاه إحيائي ديني في منطقة الحزام الإنجيلي.

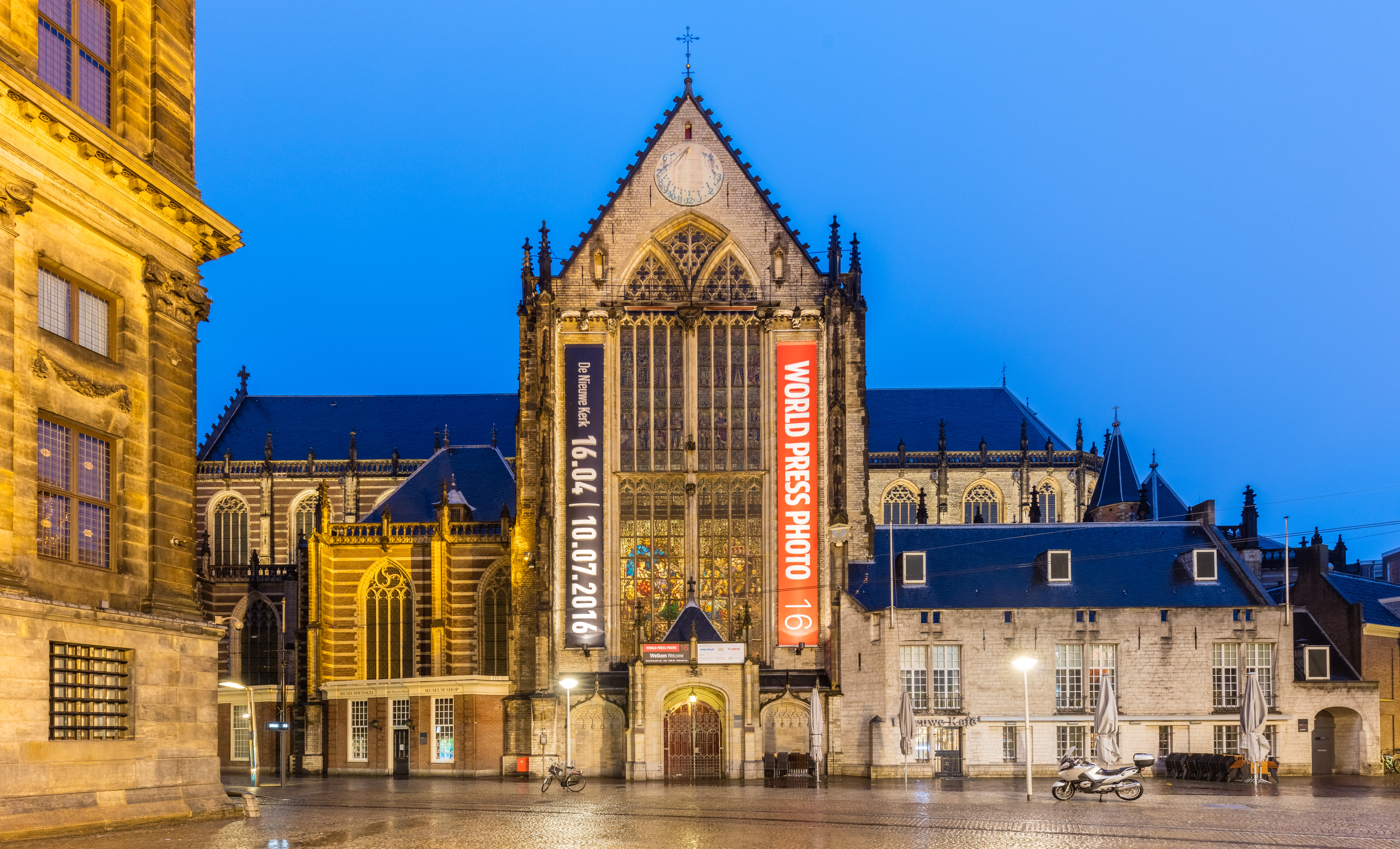
كنيسة نيوي كيرك في مدينة أمستردام؛ لا تزال تستخدم في الإحتفالات الملكيَّة الهولنديَّة.

وبعد أن أصبح حق التصويت حقًا عالميًا منذ عام 1919، سيطرت على النظام السياسي الهولندي ثلاثة تيارات رئيسية من الأحزاب السياسية: تيار الوسط ويتكون من الديمقراطيون المسيحيون، ويمثلهم حالياً حزب النداء الديمقراطي المسيحي (بالهولنديَّة: CDA-ChristenDemocratisch Appèl)، وتيار اليسار ويضم الديمقراطيين الإشتراكيين الإجتماعيين وممثلهم الرئيسي هو حزب العمل الهولندي (بالهولنديَّة: PvdA-Partij van de Arbeid، والتيار الثالث وهو ليبرالي يميني ويتشكل من حزب الشعب للحرية والديمقراطية (بالهولنديَّة: Volkspartij voor Vrijheid en Democratie-VVD).
وقد تعاونت هذه الأحزاب في حكومات ائتلافية ولطالما كان حزب النداء الديمقراطي المسيحي شريكًا فيها لمدد طويلة: إما في ائتلاف ليسار الوسط يضم ديمقراطيين مسيحيين واشتراكيين ديمقراطيين أو في اليمين الوسط المتكون من الديمقراطيين المسيحيين والليبراليين. وفي سبعينات القرن العشرين أصبح النظام الحزبي الائتلافي أكثر تقلبًا: فقد فقدت الأحزاب المسيحية الديمقراطية مقاعد كثيرة، بينما نجحت أحزاب أخرى، مثل الحزب الاشتراكي (بالهولنديَّة: Socialistische Partij -SP) من احزاب اليسار الوسط، وحزب الديمقراطيين 66 (بالهولنديَّة: Democraten 66-D66) الذي يضم التقدميين الراديكاليين.
استمرت الكنيسة المصلحة الهولندية وهي كنيسة قد تأسست في العقد 1570، حتى عام 2004، السنة التي اندمجت مع كنائس البروتستانتية في هولندا والكنيسة الإنجيلية اللوثرية في مملكة هولندا لتشكيل الكنيسة البروتستانتية في هولندا.

## الديموغرافيا والإنتشار

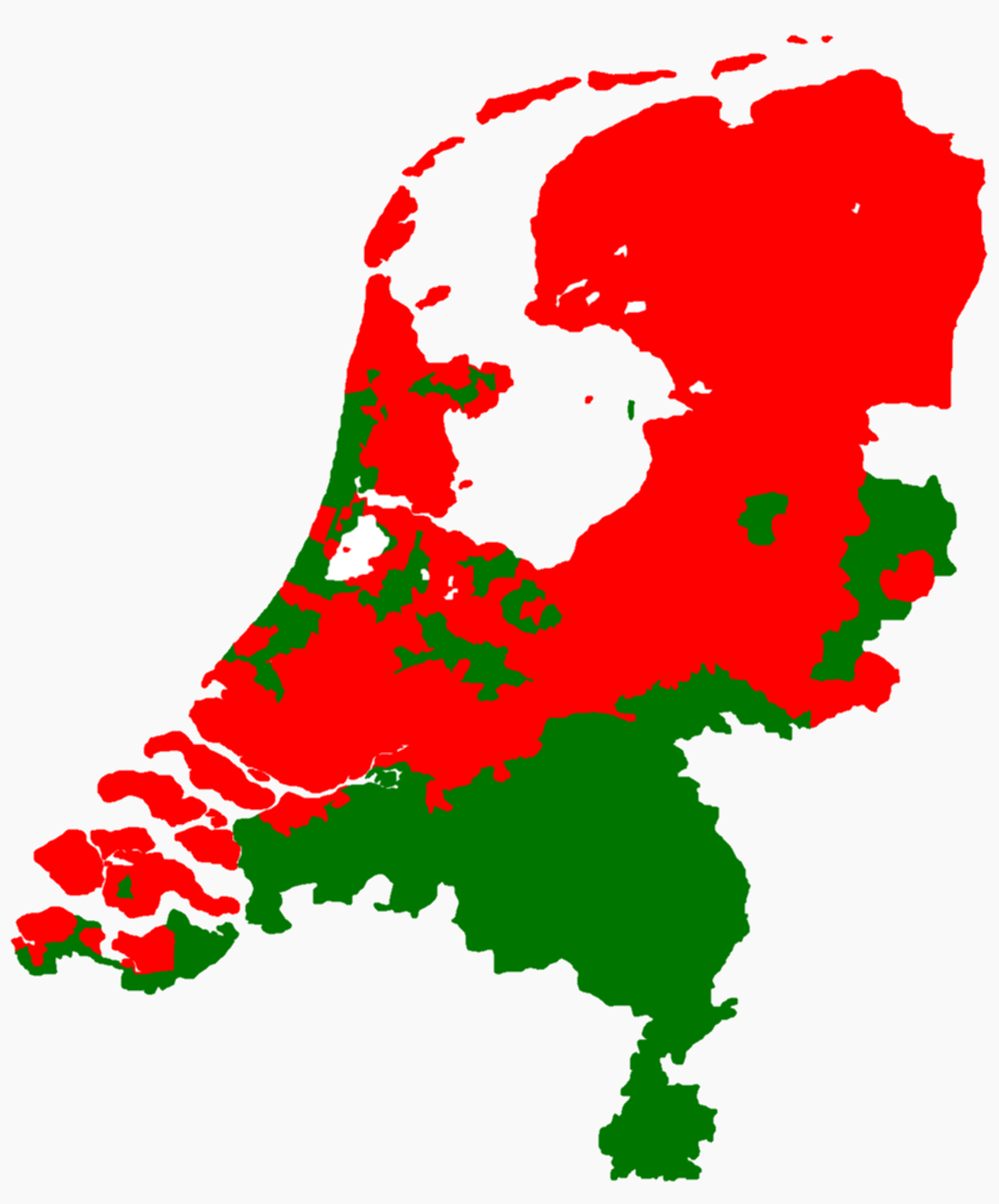
خريطة تظهر انتشار الكاثوليكيَّة (اللون الأخضر) والبروتستانيَّة (اللون الأحمر).

حسب احصائية تعود إلى عام 1947 وجدت أن 44.3% من السكان انتمى إلى الطوائف البروتستانتية، 38.7% انتمى إلى الكنيسة الرومانية الكاثوليكية، بينما 17.1% لم ينتموا إلى أي طائفة. منذ عقد 1960 تخطت أعداد الكاثوليك أعداد البروتستانت، حاليًا الكنيسة الرومانية الكاثوليكية هي الدين الأكبر في هولندا مع نحو أربعة ملايين من الأتباع المسجلين أي 24% من السكان الهولنديين في عام 2011 حسب معهد سيلا ويتواجد الكاثوليك بشكل خاص في المناطق الجنوبيّة من المملكة. وتعد كنيسة هولندا البروتستانتية ثاني أكبر المذهب في هولندا مع 16% من السكان، ويتواجد أتباع البروتستانتية بشكل خاص في المناطق الشماليّة من المملكة وأمستردام. وتٌحظى الكالفينية في وجود بارز في المجتمع الهولندي كون العائلة المالكة تبع هذا المذهب تقليديًا. تشكلت كنيسة هولندا البروتستانتية في عام 2004 نتيجة لدمج فروعين رئيسيين للمذهب الكالفيني. في عام 2011 مثلت الكنائس البروتستانتية الأخرى، حوالي 6% من السكان، في حين الطوائف المسيحية الأخرى شكلت 0.9% من السكان.

### التعداد السكاني
| عام  | مجمل المسيحيون | بروتستانت | رومان كاثوليك | يهود | مسلمون | أديان أخرى | لادينية |
| ---- | -------------- | --------- | ------------- | ---- | ------ | ---------- | ------- |
| 1830 | 99.9%          | 59.1%     | 40.8%         | 1.8% | -      | 0.1%       | -       |
| 1840 | 99.9%          | 59.6%     | 40.3%         | 1.8% | -      | 0.1%       | -       |
| 1849 | 98.1%          | 59.7%     | 38.4%         | 1.9% | -      | 0.1%       | -       |
| 1859 | 98.0%          | 60.6%     | 37.4%         | 1.9% | -      | 0.1%       | -       |
| 1869 | 97.9%          | 61.3%     | 36.6%         | 1.9% | -      | 0.1%       | -       |
| 1879 | 97.7%          | 61.6%     | 36.1%         | 2.0% | 0.0%   | 0.0%       | 0.3%    |
| 1889 | 96.1%          | 60.5%     | 35.6%         | 2.2% | 0.0%   | 0.4%       | 1.5%    |
| 1899 | 95.3%          | 60.0%     | 35.3%         | 2.0% | -      | 0.4%       | 2.3%    |
| 1909 | 92.5%          | 57.3%     | 35.2%         | 1.8% | 0.0%   | 0.7%       | 5.0%    |
| 1920 | 89.6%          | 53.8%     | 35.8%         | 1.7% | -      | 1.0%       | 7.8%    |
| 1930 | 82.8%          | 46.3%     | 36.5%         | 1.4% | -      | 1.4%       | 14.4%   |
| 1947 | 80.9%          | 42.3%     | 38.6%         | 0.1% | -      | 1.9%       | 17.1%   |
| 1960 | 81.2%          | 40.7%     | 40.5%         | 0.1% | 0.0%   | 0.2%       | 18.3%   |
| 1971 | 76.4%          | 35.9%     | 40.5%         | 0.1% | 0.4%   | 0.3%       | 23.6%   |

### احصائيات
- في دراسة تعود لعام 2000 شكّل المسيحيين حوالي 70% من سكان المملكة الهولنديّة ومن ناحيّة تاريخيّة شكّل البروتستانت ثلي سكان المملكة في حين شكّل الكاثوليك الثلث الآخر.[25]
- في دراسة قامت بها جامعة أمستردام تعود لعام 2005 وجدت أن 51.3% من سكان هولندا لادينيين في حين شكّل المسيحيين نسبة 39.4%.[26]
- وفقًا لإحصائيّة أجريت من قبل مكتب التخطيط الاجتماعي والثقافي عام 2007 بلغت نسبة المسيحيين في هولندا 43.4%، وينقسمون مناصفة بين الكاثوليك ومذاهب بروتستانتية أخرى.[27]
- بيّنت دراسة أجريت عام 2010 عن طريق مركز بيو للأبحاث حول الديانات إلى أنّ نسبة المسيحيين في هولندا تصل إلى 51.2%، ويتوزعون بين 29.1% رومان كاثوليك وحوالي 21.8% بروتستانت.[28]
- حسب دراسة يوروباروميتر الإستقصائية عام 2012 حوالي 44.0% من سكان المملكة الهولنديَّة مسيحيين، ويتوزعون بين 22.0% من أتباع الكنيسة الكاثوليكية وحوالي 15.0% من أتباع الكنائس البروتستانتية في حين أنَّ 7.0% من أتباع الكنائس المسيحية الأخرى.[29]
- بحسب الجهاز المركزي للإحصاء في عام 2013 كان 36.3% من سكان روتردام من المسيحيين، بالمقارنة مع 46.7% لادينيين.[30] وشكل المسيحيين حوالي 29% من سكان لاهاي عام 2013، بالمقارنة مع 50.9% لادينيين.[19] أما في أوترخت وصلت نسبة المسيحيين عام 2013 إلى حوالي 28% منقسمين بين بروتستانت وكاثوليك، بالمقابل كان 61% لادينيين.[19] وفي عام 2013 كان 72.9% من سكان تيلبورخ من المسيحيين، منهم 60.7% رومان كاثوليك.[31] وفي عام 2013 كان حوالي 50.4% من سكان بريدا من المسيحيين، منهم 41.8% رومان كاثوليك.[32]
- في عام 2013 وجدت إحصائيات هولندا أنَّ حوالي المسيحيَّة هي كبرى أديان هولندا مع حوالي 47.2% من السكان يعتبرون أنفسهم مسيحييين، ويتوزعون بين 26.3% رومان كاثوليك، و16.1% بروتستانت، وحوالي 4.8% مسيحيين آخرين. في حين أنَّ حوالي 46.9% من السكان لادينيين، و5% مسلمون، و0.6% هندوس، و0.1% يهود. وأجرت الوكالة مقابلات مع 355,237 شخصًا في الفترة 2010-2013.[6]
- حسب دراسة قامت بها جامعة أمستردام لعام 2014، وجدت أنَّ حوالي 40.2% من سكان المملكة الهولنديَّة يعتنقون المسيحيَّة دينًا، وهي ثاني أكبر المعتقدات بعد اللادينية (49.2%)، ووجدت الدراسة أن المسيحيين يتوزعون أساسًا بين الكنيسة الرومانية الكاثوليكية (24.4%) والكنائس البروتستانتية المختلفة (15.8%).[33] وقد تشكلت هذه الكنيسة عام 2004 عن طريق دمج اثنين من الفروع الرئيسية للكنيسة الكالفينية البروتستانتية الهولندية (التي مثلَّت ما يقرب من 8.5% من السكان)، والكنائس البروتستانتية في هولندا (3.7% من السكان)، والكنائس اللوثرية الأصغر. أما الكنائس البروتستانتية الأخرى سواء كانت كالفينية أرثوذكسية أو ليبرالية فإنها لم تندمج في الكنيسة البروتستانتية الهولندية تمثل حوالي 6% من السكان.
- بحسب الجهاز المركزي للإحصاء في عام 2015 حاليًا أكبر الطوائف الدينية في أمستردام هم المسيحيون، الذين شكلوا 25.3% من سكان المدينة عام 2013،[19] منقسمين بين كاثوليك وبروتستانت. بالمقارنة مع 62.2% لادينيين وحوالي 11.3% من المسلمين. تاريخيًا كانت أمستردام مدينة ذات أغلبية مسيحية (70%)، وكان حوالي 45% من سكان المدينة من البروتستانت أتباع الكنيسة الكالفينية، وحوالي الثلث أتباع الكنيسة الرومانية الكاثوليكية.[32] وفي عام 2015 كان حوالي 41.8% من سكان آيندهوفن من أتباع الديانة المسيحية، وكان حوالي 36.9% من السكان من الرومان الكاثوليك.[34]
- حسب دراسة جامعة رادبود نايميخن والجامعة الحرة بأمستردام من عام 2015 فقد وجدت أن حوالي 25% من سكان هولندا من المسيحيين، بالمقارنة مع 67.8% من السكان لادينيين،[35] ويتوزع المسيحيين حسب الدراسة بين الكنيسة الرومانية الكاثوليكية (11.7%) والكنائس البروتستانتية (8.6%) والطوئف المسيحية الأخرى (4.2%).[35] عمومًا تعتبر هولندا واحدة من أكثر امم العالم علمانيّة فنسبة المترددين على حضور الطقوس المسيحية في الكنائس لا تتعدى 5.6%.[26]
- في عام 2015 وجدت إحصائيات هولندا أنَّ حوالي المسيحيَّة هي كبرى أديان هولندا مع حوالي 43.8% من السكان يعتبرون أنفسهم مسيحييين، وأنقسم المسيحيين بين الكاثوليك بنسبة 23.7%، والبروتستانت بنسبة 15.5% والمسيحيين الآخرين بنسبة 4.6%. شكل حسب الإحصائية أتباع الديانة الإسلامية نسبة 4.9% من مجموع السكان في حين أنَّ أتباع الأديان الأخرى (تتضمن أتباع اليهودية والبوذية والهندوسية) حوالي 1.1%. في حين شكل اللادينيين حوالي 50.1% من مجمل السكان.[5]

### حسب أكبر المدن
| الديانة (2013)                    | أمستردام | روتردام | لاهاي | أوترخت | آيندهوفن | أنسخديه | هولندا |
| الديانة (2013)                    | %        | %       | %     | %      | %        | %       | %      |
| --------------------------------- | -------- | ------- | ----- | ------ | -------- | ------- | ------ |
| مسيحية                            | 25.3     | 36.6    | 29.0  | 28.0   | 41.8     | 34.9    | 47.2   |
| –الكنيسة الكاثوليكية              | 13.5     | 18.7    | 14.0  | 13.4   | 36.9     | 17.1    | 26.3   |
| –البروتستانتية وطوائف مسيحية أخرى | 11.8     | 17.6    | 14.8  | 14.8   | 4.9      | 17.8    | 20.9   |
| إسلام                             | 11.3     | 13.1    | 14.1  | 9.5    | 8.0      | 5.0     | 4.8    |
| لادينية                           | 62.2     | 46.7    | 50.9  | 61.0   | 45.0     | 58.9    | 46.9   |
| أديان أخرى                        | 1.2      | 3.9     | 6.2   | 1.5    | 5.2      | 1.2     | 1.1    |

## المذاهب المسيحية

### الكاثوليكية

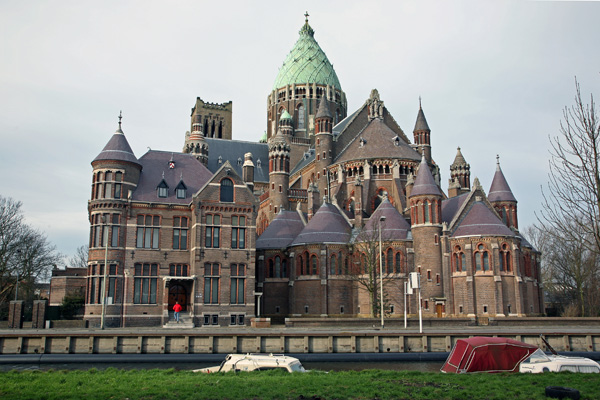
كاتدرائية القديس بافو الكاثوليكية في مدينة هارلم.

حاليًا، الكنيسة الرومانية الكاثوليكية هي الطائفة الأكبر في هولندا، وتشكل نحو 24% من الشعب الهولندي في عام 2011، مقارنًة بحوالي 40% في سنة 1970. يعيش معظم الكاثوليك في المحافظات الجنوبيّة من شمال برابنت وليمبورخ، حيث يٌشّكلون غالبية السكان. من أبرز الشخصيات الهولندية الكاثوليكية كان أدريان السادس وهو أول هولندي يرأس الكرسي الرسولي في الفترة من عام 1522 حتى موته. بالإضافة إلى دسيدريوس إراسموس وهو فيلسوف هولندي، من رواد الحركة الإنسانية في أوروبا، ومن الخدمات التي أسداها للتعليم علاوة على نشره الكتب التربوية اتصاله المباشر بالطلبة والمراسلات الشخصية وقد تناول في مؤلفاته معظم مظاهر التربية وقضاياها الهامة مثل الطريقة والمحتوى وآداب الطفولة وتعليم اللغة.
تاريخيًا تعد كل من محافظة شمال برابنت وليمبورخ مناطق كاثوليكية في الغالب، وبالتالي بعض الناس في هذه المحافطات ما زال يستخدمون مصطلح كاثوليكي كقاعدة لهويتهم الثقافية بدلاً من أن تكون الهوية الدينية. بالنسبة للبعض أن تكون كاثوليكيًا تعني أن تكون جزء حيوي من الثقافة المحلية المشبعة في الكاثوليكية دون العيش بالضرورة في الالتزام الديني. يظهر ذلك في الذهاب إلى الكنيسة في الأعياد الدينية والمناسبات الاجتماعية والعائلية مثل حفلات الزفاف والعمادة والجنازة وحمل أسماء مسيحية وممارسة طقوس مثل العماد وأول قربانة والأسرار السبعة المقدسة والاحتفال في الأعياد المسيحية خاصًة العائلية منها مثل عشية عيد الميلاد وتلوين بيض عيد الفصح وزيارة قبور الأقارب (خاصًة في يوم الموتى) والمشاركة في التطوافات الدينية مثل تطوافات الأسبوع المقدس والكرنفال أو عادة الصيام عن اللحوم يوم الجمعة.
وفقًا لبحث يعود لعام 2007، يعتبر حوالي 27% من الكاثوليك في هولندا أنفسهم ألوهيين، في حين أن 55% هم ربوبيين، و17% كانوا لاأدريين أو ملحدين. ما يزال كثير من الهولنديين يعتبر نفسه «كاثوليكي»، لكن يتم استخدام المصطلح في بعض التقاليد كأساس للهوية الثقافية، بدلاً من الهوية الدينية.
وفقًا لدراسة نشرها مركز بيو للأبحاث عام 2017 تحت عنوان خمسة عقود بعد الإصلاح تبين أنَّ 13% من الكاثوليك الهولنديين قال أن للدين أهميَّة كبيرة في حياتهم، وقال 17% من الكاثوليك الهولنديين أنه يُداوم على الصلاة يوميًا، وقال 5% من الكاثوليك الهولنديين أنه يتردد على حضور القداس في الكنيسة على الأقل مرة في الأسبوع. ووجدت الدراسة أنه على الرغم من تاريخ الصراع والانقسام الكاثوليكي والبروتستانتي؛ قال حوالي 97% من الكاثوليك الهولنديين أنهم مستعدين لتقبل البروتستانت كأفراد داخل عائلتهم، وقال 76% من الكاثوليك الهولنديين أنهم يعرفون أفراد من البروتستانت.

### البروتستانتية

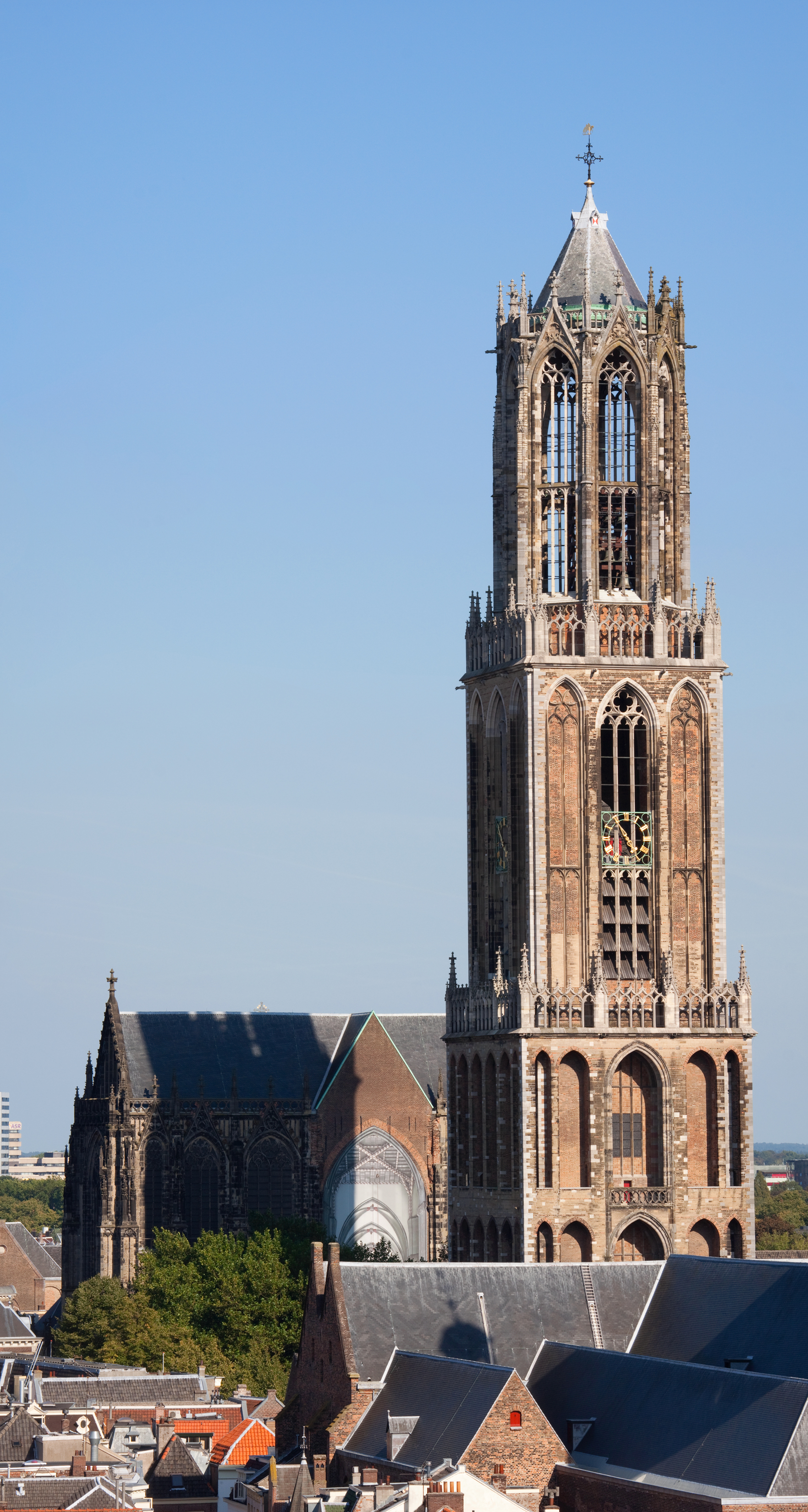
برج كنيسة سان مارتن الإصلاحيَّة في مدينة أوترخت.

خلال الثورة الهولندية (ابتداءًا من عام 1566)، ظهرت الجمهورية الهولندية عقب رفض حكم إسبانيا هابسبورغ، وكانت الثورة ناجحة للسبع مقاطعات البروتستانتية الشمالية الكبرى في البلاد الواطئة ضد حكم الملك فيليب الثاني ملك إسبانيا الروماني الكاثوليكي. وكانت قد تبّنت هولندا إثر استقلالها عن إسبانيا، الكالفينية كمذهب رسمي وتبنت نظامًا ليبراليًا ما جعلها بنوع خاص موئلاً لمختلف الأقليات المضطهدة خصوصًا اليهود، وقد عَرفت هولندا عقب تبنها المذهب الكالفيني عصر ذهبي شَمل نهضة على كافة الأصعدة.
تُشكل الكنيسة البروتستانتية في هولندا (PKN) أكبر طائفة بروتستانتية، وتضم نحو 16% من السكان في عام 2011، وقد عرفت انخفاضًا من 60% في أوائل القرن العشرين. وقد تشكلت الكنيسة في عام 2004 نتيجة لدمج فروعين رئيسيين للمذهب الكالفيني: الكنيسة الهولندية الإصلاحية (التي تمثل ما يقرب من 8.5% من السكان) والكنائس البروتستانتية في هولندا (في ذلك الوقت 3.7% من السكان)، هناك تجمعات بروتستانتية أصغر مثل الكنيسة اللوثرية، والكنيسة الإنجيلية اللوثرية في مملكة هولندا (0.1%). الكنائس البروتستانتية تحتضن التعددية الدينية.
يشكل المسلمين في هولندا حوالي 5.8% من مجمل السكان، وأشار تقرير من عام 2010 إلى تحول العديد من المسلمين في هولندا خصوصًا من ذوي الأصول المغربية والتركيّة إلى الديانة المسيحية؛ وخاصًة إلى المذاهب البروتستانتية في الآونة الأخيرة. العديد منهم يخفي تحوله للمسيحيَّة خوفاً على حياته، ويتجمعون في كنائس خاصة بهم منها كنائس ناطقة في اللغة العربية خاصة بالمسلمين المتحولين للمسيحية. وفقًا لدراسة المؤمنون في المسيح من خلفية مسلمة: إحصاء عالمي وهي دراسة أجريت من قبل جامعة سانت ماري الأمريكيّة في تكساس سنة 2015 وجدت أن عدد المسلمين في هولندا المتحولين للديانة المسيحية (الغالبية من أصول تركيَّة ومغاربيَّة وفارسيَّة) يبلغ حوالي 4,500 شخص. وأشارت تقارير في عام 2017 من ضمنها بي بي سي تحول الكثير من المهاجرين الإيرانيين المسلمين في هولندا إلى الديانة المسيحية، على الرغم من أن ذلك يعد ردة في الإسلام وعقوبة المرتد هي القتل. وأشار تقرير لبي بي سي عام 2017 إلى تحول الآلاف من المهاجرين واللاجئين المسلمين الإيرانيين إلى المسيحية. بين عام 2006 وعام 2018 زادت نسبة غير المُسلمين بين الأتراك والمغاربة الهولنديين، وقُدّرت نسبة المسيحيين بين الأتراك الهولنديين عام 2015 بحوالي 2% أو 8,000 شخص، في حين قُدّرت نسبة المسيحيين بين المغاربة الهولنديين عام 2015 بحوالي 1% أو 3,910 شخص.

#### الهوية
لعبت الكالفينية دورًا مهمًا في الثورة الهولندية، ولاحقاً تبنت جمهورية هولندا إثر استقلالها عن الإمبراطورية الإسبانية، الكالفينية (الكنيسة المصلحة الهولندية) كمذهب رسمي كما وتبنت نظامًا ليبراليًا. كان للبروتستانية دور تاريخي في ازدهار البلاد الإقتصادي والإجتماعي والثقافي، ويعزو الاقتصاديان رونالد فيندلي وكيفن أورورك أنَّ جزءاً من صعود هولندا إلى أخلاقيات العمل البروتستانتية القائمة على الكالفينية، والتي عززت التوفير والتعليم. يبحث بيترفان رودن في الطرائق المختلفة التي ربطت فيها الكنيسة الرسمية (الكنيسة المصلحة الهولندية) في الجمهورية الهولندية نفسها بماضيها. وفقاً له إن تصوّر الكنيسة المصلحة الهولندية بين العامة في الجمهورية عن موقعها المميّز كجزء من النظام العام في المجتمع الهولندي، هو الذي يفسّر لماذا رأت ماضيها على أنه «أصل أوّلي» وليس تاريخاً.
وفقاً للباحث ردون حين دخلت هولندا فترة من التصنيع والتمييز المجتمعي في سبعينيات القرن التاسع عشر وثمانينياته، بدت البلاد أنها على وشك السير في الطريق التي تشهد فيها تحدياً للإجماع العريض للنخبة حول الهوية القومية، بسبب بروز الاشتراكية وبناء ثقافة كاثوليكية فرعيَّة. ومع فشل الاشتراكية الأوروبية المفضوح في توفير بديل عملي لمفهوم الأمّة كمجتمع أخلاقي نهائي، والموقع الدائم للكاثوليك كأقليّة في هولندا، كان احتمال ألاّ تتوافر فرصة لهذه التحديات التي واجهت مفهوم الأمّة البروتستانتية. وتمكنت البروتستانتية الهولندية من استقطاب الناحيتين الإكليركية والسياسية في ستينيات القرن التاسع عشر وسبعينياته. فظهر في جامعة لايدن علم لاهوتي ليبرالي راديكالي، رفض المعجزات والوحي الكتابي المنزل، على السواء.

#### التوزيع الجغرافي
يتواجد البروتستانت بشكل خاص في شمال هولندا وأمستردام، حيث كانت البروتستانتية الكالفينيّة الديانة المهيمنَة تاريخيًا، ويُطلق على المنطقة الممتدة من زيلند إلى مقاطعة أوفرايسل الحزام الانجيلي إذ تُشكِل فيها البروتستانتية الكالفينية المحافظة اجتماعيًا جزءًا رئيسيًا من الثقافة، وحضور الكنيسة المسيحية فيها أعلى منه في بقية محافظات هولندا. تلعب الكنيسة دورًا مركزيًا في حياة مجتمعات الحزام الإنجيلي حيث يُعارض السكان عادةً الممارسات الليبرالية في المجتمع الهولندي السائد، مثل القتل الرحيم وحقوق المثليين والإجهاض وتقنين البغاء والمواد الإباحية وما إلى ذلك. ترتدي العديد من النساء التنانير أو الفساتين الطويلة، ويتم إغلاق ماكينة الصراف الآلي يوم الأحد.
ومع ذلك، فإن بعض المجتمعات ذات الميول البروتستانتية المحافظة القوية تقع خارج الحزام. على سبيل المثال، تُعتبر أورك، واحدة من أكثر المجتمعات تقليدية في البلاد، كما أنَّ بعض بلديات فرايزلاند تتميز بخصائص نموذجية للحزام الإنجيلي. تعد كل من إيده وفينندال وكامبن أكبر مدن الحزام الإنجيلي الهولندي. ولقراء الكنيسة البروتستانتية هناك الجريدة اليومية الإصلاحية (بالهولنديَّة: Reformatorisch Dagblad) والجريدة اليومية الهولندية (بالهولنديَّة: Nederlands Dagblad). أما على صعيد شبكات الإذاعة والتلفزيون تملك الكنائس البروتستانتيَّة مؤسسة صوت البروتستانت للإذاعة والتلفزيون (NCRV).

#### المعتقدات والممارسة الدينية

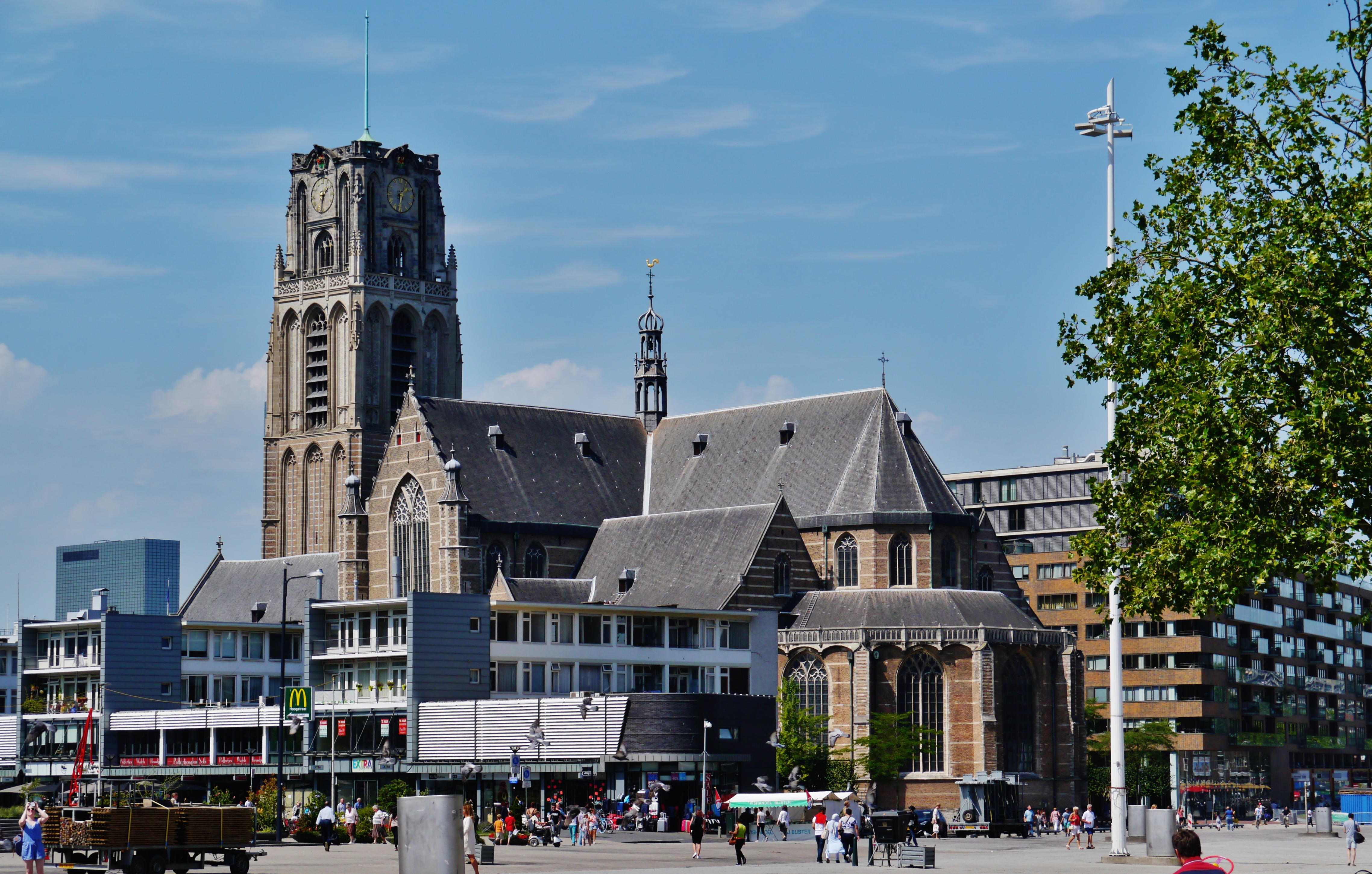
كنيسة سينت لورينسكيرك البروتستانتية في روتردام.

بحسب دراسة في هولندا فإن حوالي 42% من أعضاء الكنيسة البروتستانتية في هولندا هم لاألوهيين، ولا ينظر إلى عدم الاعتقاد بين بعض رجال الدين أو إلى الإلحاد المسيحي دائمًا على أنها مشكلة. ويتبع البعض تقليد «غير الواقعية المسيحية،» والتي شرحت من قبل البريطاني دون كوبت في 1980، الذي يرى أن الله هو رمز أو استعارة وأن الخطاب الديني لا يقابله واقع متعال.
وفقًا لدراسة نشرها مركز بيو للأبحاث عام 2017 تحت عنوان خمسة عقود بعد الإصلاح تبين أنَّ 51% من البروتستانت الهولنديين قال أن للدين أهميَّة كبيرة في حياتهم، وقال 58% من البروتستانت الهولنديين أنه يُداوم على الصلاة يوميًا، وقال 43% من البروتستانت الهولنديين أنه يتردد على حضور القداس في الكنيسة على الأقل مرة في الأسبوع. ووجدت الدراسة أنه على الرغم من تاريخ الصراع والانقسام الكاثوليكي والبروتستانتي؛ قال حوالي 98% من البروتستانت الهولنديين أنهم مستعدين لتقبل الكاثوليك كأفراد داخل عائلتهم، وقال 87% من البروتستانت الهولنديين أنهم يعرفون أفراد من الكاثوليك. وبحسب الدراسة قال 47% من البروتستانت الهولنديين أنَّ الإيمان والأعمال الصالحة هي ضروريَّة للحصول على الخلاص، وهي نظرة أقرب للاهوت الكنيسة الكاثوليكيَّة؛ في حين قال 38% من البروتستانت الهولنديين أنَّ الإيمان وحده هو ضروريَّ للحصول على الخلاص، وهي نظرة لاهوتيَّة من الفكر البروتستانتي والتي تقول أنّ الحصول على الخلاص أو غفران الخطايا هو هديّة مجانيّة ونعمة الله من خلال الإيمان بيسوع المسيح مخلصًا، وبالتالي ليس من شروط نيل الغفران القيام بأي عمل تكفيري أو صالح.

## المسيحية في المجتمع

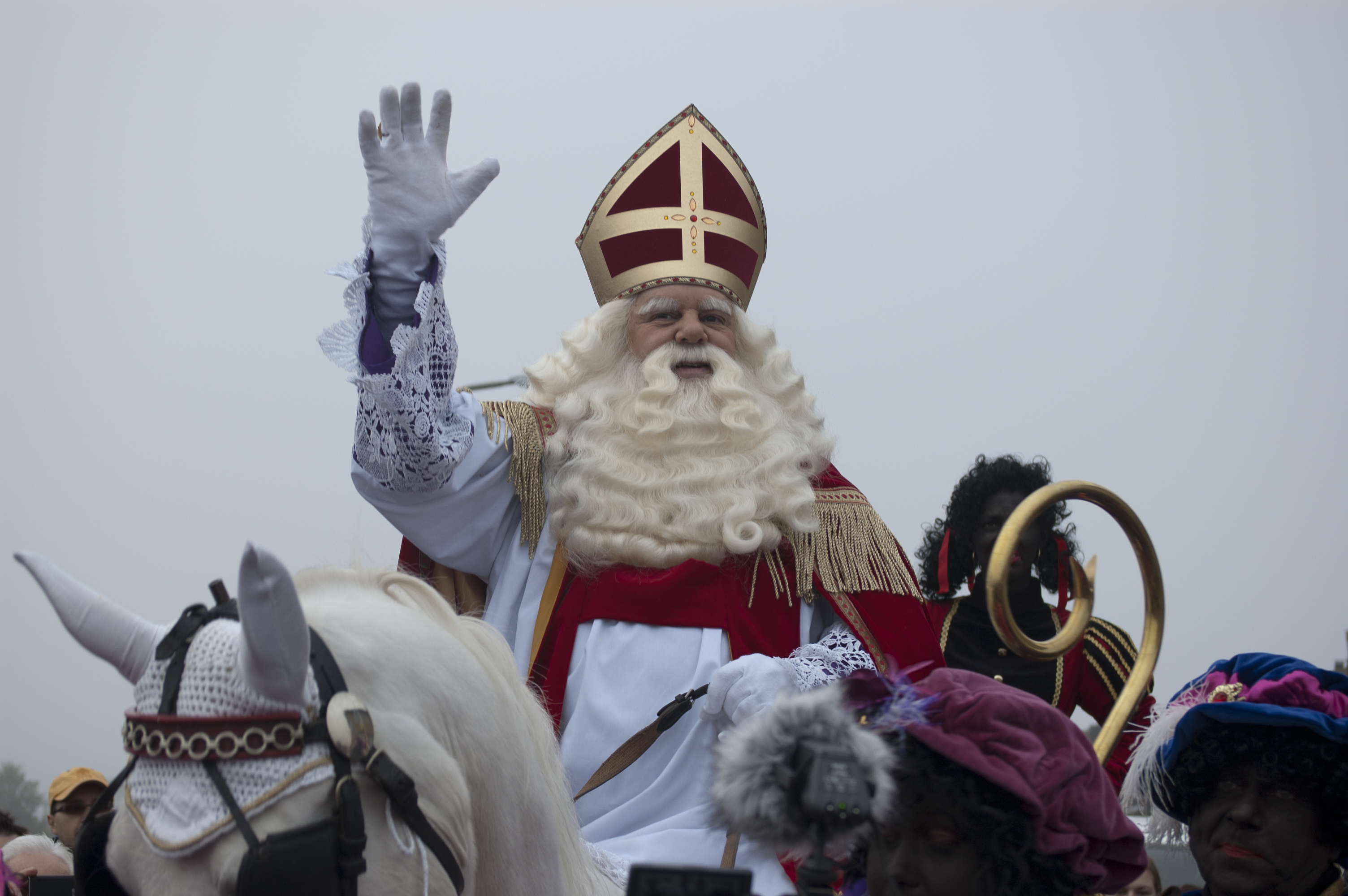
سنتر كلاس من الأيقونات الثقافيَّة المسيحيَّة في هولندا.

لدى هولندا تقليد من التسامح الاجتماعي يعود تاريخه إلى أمد بعيد، انضمت أمستردام -الكاثوليكية سابقاً- عام 1578 إلى ركْب المدن الهولندية الثائرة ضد الحكم الإسباني، وكان انضمامها متأخراً مقارنةً مع مدن شمال هولندا الرئيسية. وتماشياً مع الإجراءات البروتستانتية المعمول بها في ذلك الحين، حُوّلت جميع كنائس المدينة إلى كنائس بروتستانتية. أصبحت الكالفينية الدين السائد، وعلى الرغم من عدم حظر الكاثوليكية والسماح لكهنتها بالخدمة، إلا أن السلّم الكهنوتي الكاثوليكي كان محظوراً، مما أدى إلى إنشاء كنائس سريّة خلف المنازل الواقعة على جوانب قنوات المدينة. استقبلت الجمهورية الهولندية أعداداً كبيرةً من الأجانب ذوي الأديان المختلفة في القرن السابع عشر، خصوصاً اليهود السفارديون الذين قدموا من إسبانيا والبرتغال، والهوغونوتيون البروتستانت الذين قدموا من فرنسا، والبروتستانت الذين قدموا من جنوب هولندا. أدت هذه الهجرات إلى إنشاء العديد من الكنائس غير الناطقة بالهولندية في أمستردام والبلاد. وفي القرن الثامن عشر حين كانت الكنيسة الإصلاحية الهولندية تشكل دين الدولة الرسمي كان هناك تعايش وتسامح اجتماعي مع الكاثوليك ومع البروتستانت على مختلف أشكالهم فصائلهم كالمعمدانيين واللوثريين ومع اتباع الديانة اليهودية.
من أبرز تقاليد عيد الميلاد الهولندية شخصية سنتر كلاس (بالهولنديَّة: Sinterklaas) وهي شخصية تاريخية وفلكلورية في هولندا وبلجيكا، والتي تحضر الهدايا للأطفال في عشية القديس نقولا (5 ديسمبر) في تقاليد هولندا الشمالية (البروتستانتية تقليديًا)، أو في صباح اليوم التالي حسب تقاليد هولندا الجنوبية (الكاثوليكية تقليديًا)، وفي بلجيكا. وينتشر تقليد سنتر كلاوس أيضًا في أراضي الإمبراطورية الهولندية السابقة بما في ذلك في أروبا وبونير وكوراكاو وسورينام. وتعود أصول شخصية سنتر كلاس إلى القديس نقولا.

### الموروث الحضاري

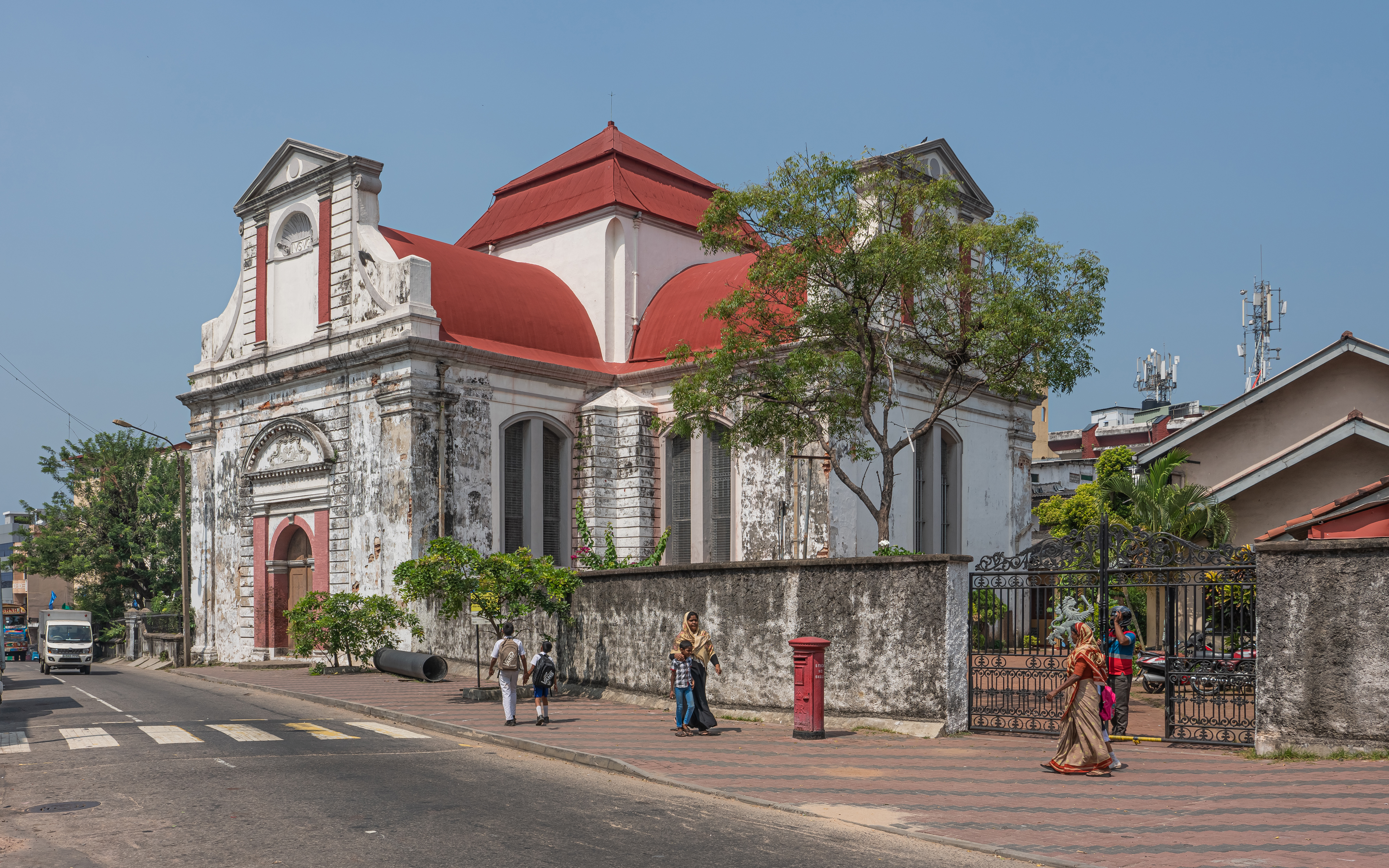
كنيسة ولفندال في سريلانكا: وهي من المآثر المعمارية البروتستانية الهولندية في سريلانكا.

تُمثل المسيحية في الأراضي المنخفضة جزءًا رئيسيًا من فسيفساء الثقافة الدينية في البلاد، حيث كان للمسيحية تأثير طويل الأمد على ثقافة ومجتمع هولندا منذ أن أصبحت الدين الرسمي في القرن السادس، وتربع على الكرسي الرسولي بابا من أصول هولندية وهو أدريان السادس. لعبت الكالفينية دورًا مهمًا في الثورات الجمهورية في كل من إنجلترا وهولندا، وكانت كلاهما مركزين تجاريين مهمين، حيث ازدهرت طبقة كبيرة من التجار من خلال التجارة مع العالم الجديد. كما اعتنق أجزاء كبيرة من السكان في كلا المنطقتين المذهب الكالفيني. تبنت جمهورية هولندا إثر استقلالها عن إسبانيا، الكالفينية كمذهب رسمي وتبنت نظامًا ليبراليًا ما جعلها بنوع خاص موئلاً لمختلف الأقليات المضطهدة من الهوغونوتيين، والفلمنكيين، واليهود السفارديين، وكذلك الوستفاليين. وكان لهجرة الهوغونوتيون الذين قدموا من فرنسا، والبروتستانت الذين قدموا من جنوب هولندا إلى مدينة أمستردام دوراً في تطوير الاقتصاد. وأدت هذه الهجرات إلى إنشاء العديد من الأعمال المصرفيّة والصناعيّة الكبرى. يظهر قول يعكس الوضع آنذاك في القرن السادس عشر: «الكاثوليك لديهم الكنائس، واللوثريين لديهم السلطة، والكالفينيين يملكون المال». ويعزو الاقتصاديان رونالد فيندلي وكيفن أورورك أنَّ جزءاً من صعود هولندا إلى أخلاقيات العمل البروتستانتية القائمة على الكالفينية، والتي عززت التوفير والتعليم. وقد ساهم ذلك وفقاً لهم في «أدنى أسعار الفائدة وأعلى معدلات الإلمام بالقراءة والكتابة في أوروبا. ومكنت فرة رأس المال من الاحتفاظ بمخزون ثروة مثير للإعجاب، ليس فقط في الأسطول الكبير ولكن في المخزونات الوفيرة من مجموعة من السلع التي كانت تستخدم لتحقيق الاستقرار في الأسعار والاستفادة من فرص الربح».
يُجادل الباحث والعالم فيليب جورسكي في كتابه الثورة التأديبية: الكالفينية وصعود الدولة في أوروبا الحديثة المبكرة، تفسيرًا لظهور دولة قومية مركزية قوية في هولندا وبروسيا، ويُشير جورسكي إلى التأثير القوي للدين في تشكيل الدول القوية، حيث يرى غورسكي أنّ الكالفينية كانت أمر حاسم لظهور هولندا وبروسيا كدولتين قويتين ومركزيتين، بسبب تركيزها على الانضباط والنظام العام. ويُمكن رؤية آثار المذهب الكالفيني في الرعاية الاجتماعية، وانخفاض معدلات الجريمة، وارتفاع مستوى التعليم، والفعالية العسكرية، والمسؤولية المالية، والعديد من الأجزاء الأخرى من الحياة الاجتماعية الهولندية والبروسية، وكلها زادت من قدرتهم على تشكيل دول بيروقراطية. حيث كان تأثير الكالفينية في هولندا من الشعب إلى النخبة، حيث كان معظم سكانها كالفينيون بالفعل.

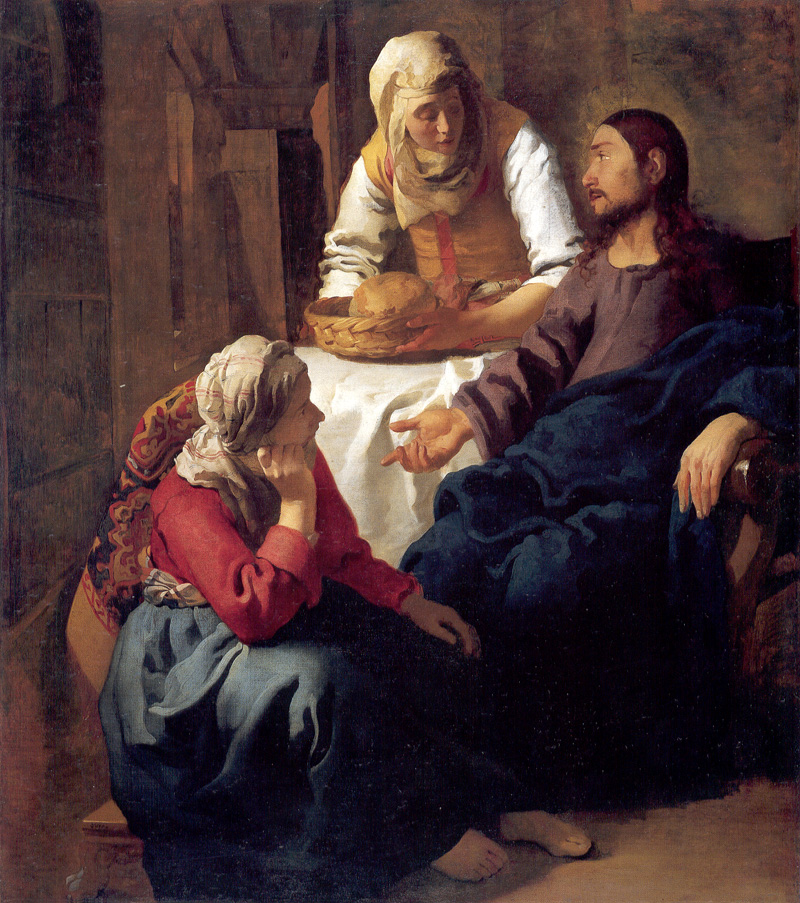
لوحة المسيح في منزل مارتا و مريم بريشة يوهانس فيرمير؛ من أبرز أعمال العصر الذهبي الهولندي.

ارتبطت العائلة المالكة الهولندية تقليديًا بالكنيسة الكالفينية، وتحديدًا بالكنيسة المصلحة الهولندية والتي اندمجت في الكنيسة البروتستانتية في هولندا لاحقًا. كانت الكنيسة البروتستانتية الهولندية الكنيسة البروتستانتية الرئيسية الوحيدة في هولندا منذ الإصلاح البروتستانتي حتى القرن التاسع عشر. وحُظيت الملكية تاريخيًا بدعم رجال الصناعة والطبقة الثرية البروتستانتية. وحُظيت الكنيسة المصلحة الهولندية الكالفينية بامتياز علني على جميع الأديان والكنائس الأخرى، والتي تمتعت بمستوى معين من التسامح. بينما نص حتى عام 1983 على أن الزواج من كاثوليكي يعني فقدان الحقوق على العرش، وغير الإصلاح الدستوري لعام 1983 هذا إلى مطلب يجب على الورثة المحتملين السعي وراءه، وموافقة البرلمان قبل الزواج من أجل الاحتفاظ بحقوق الإرث. ولا تزال كنيسة نيوي كيرك في مدينة أمستردام تُستخدم في احتفالات تنصيب ملوك هولندا.
في أواخر القرن الثامن عشر، بدأت العائلات التجارية البروتستانتية في الانتقال إلى الأعمال المصرفية بدرجة متزايدة، خاصةً في البلدان التجارية مثل المملكة المتحدة (آل بارينجز)، وألمانيا (عائلة شرودرز وعائلة بيرنبرغ)، وهولندا (هوب وشركاه، وجولشر ومولدر) في الوقت نفسه، وسعت أنواع جديدة من الأنشطة المالية نطاق الخدمات المصرفية إلى ما هو أبعد من أصولها. منذ عمليات الاستغلال التجاري التي كانت تمارسها شركة الهند الشرقية الهولندية في القرن السابع عشر وحتى مرحلة الاستعمار في القرن التاسع عشر واصلت ممتلكات الإمبراطورية الهولندية في أعالي البحار في التوسع وبلغت أوجها من خلال بسط هيمنة كبيرة على جزر الهند الشرقية الهولندية في أوائل القرن العشرين. وكانت جزر الهند الشرقية الهولندية التي أصبحت فيما بعد جمهورية إندونيسيا الحالية واحدة من أكثر المستعمرات الأوروبية قيمة في العالم، وأهم مستعمرة لهولندا من حيث مواردها الطبيعية. وقد ترك التراث المشترك بين هولندا وجزر الهند الشرقية الذي دام لأكثر من 350 سنة بصمات ثقافية مهمة في هولندا.
قام التجار والمستوطنين والمبشرين البروتستانت الهولنديين بنشر المسيحية والمذهب الكالفيني في سريلانكا وملقا وفورموسا وإندونيسيا وسورينام وغيانا وجزر الأنتيل الهولندية وجنوب أفريقيا (مستعمرة كيب الهولندية) والشاطئ الهولندي الذهبي. وتُعتبر الديانة والثقافة المسيحية والأنماط المعمارية المسيحية الهولنديَّة من الإرث الثقافي المهم للإمبراطورية الهولندية في الخارج، والتي ما تزال العقيدة الدينية الرئيسية في سورينام وسولاوسي الشمالية وبابوا الغربية وبابوا والجزر الكاريبية الهولندية (بونير وسينت أوستاتيوس وسابا) وأروبا وكوراساو وسينت مارتن. كما أنَّ الثقافة المسيحية في مدينة ملقا وإندونيسيا ذات نفوذ ثقافي واجتماعي هام، وتحوي اليوم أندونيسيا على واحدة من أكبر التجمعات المسيحية في العالم الإسلامي.

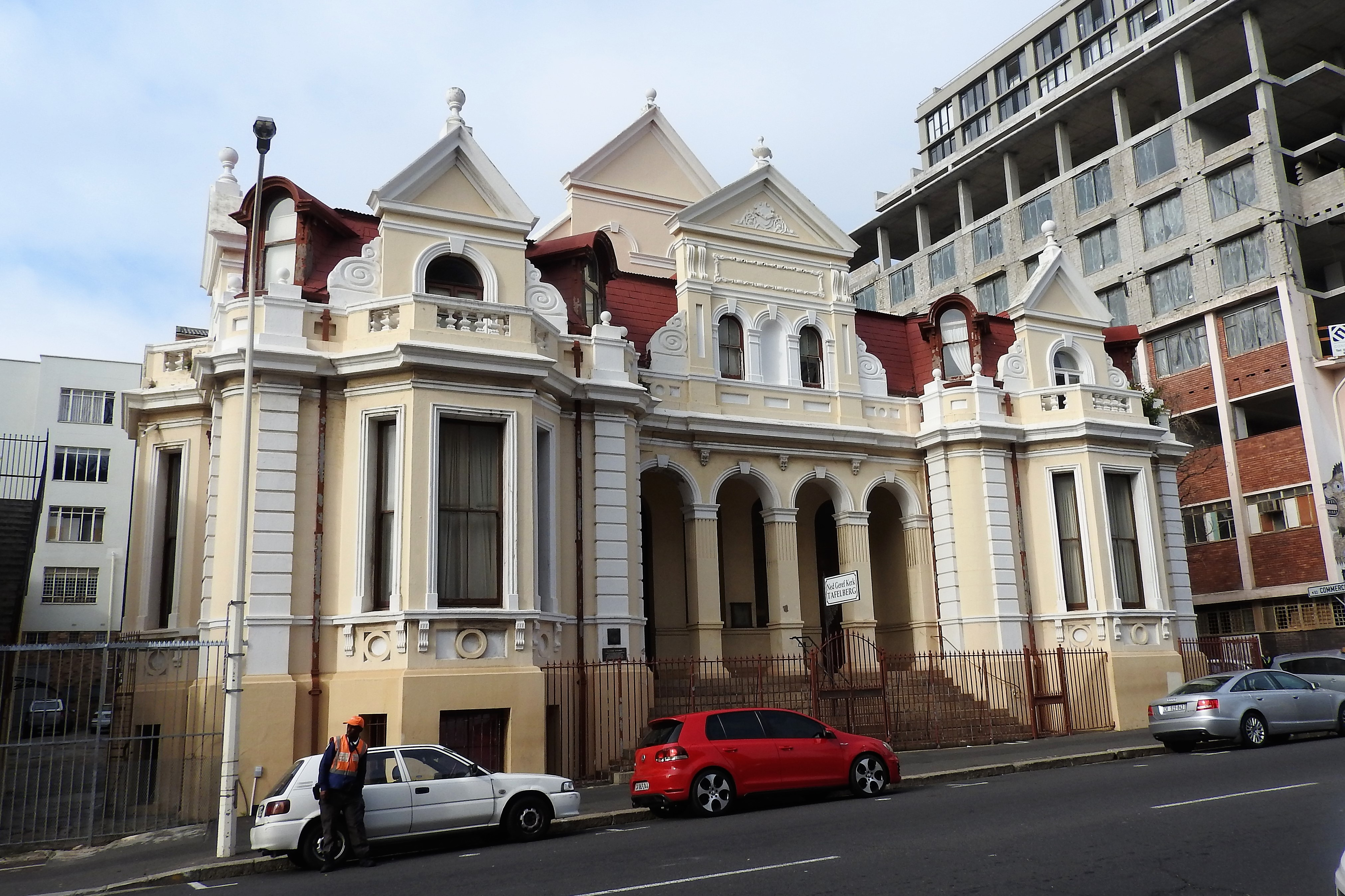
كنيسة تافيلبرج المصلحة الهولندية في كيب تاون، وهي من كنائس الأفريكان في المدينة.

خلال الحقبة الإستعمارية هاجرت أعداد كبيرة خاصةً من المنحدرين من أصل هولندي متجهين إلى دول أخرى من بينها كندا وأستراليا والبرازيل وجنوب أفريقيا والولايات المتحدة وإندونيسيا وسريلانكا وسورينام. في جنوب إفريقيا، يُعرف البوير والهولنديون بشكل جماعي باسم الأفريكان، وهم ينتمون تقليديًا إلى الكنيسة الإصلاحيّة الكالفينية، ويتبع العديد منهم مفهوم الكالفينية الأفريكانية. وتتبتع أقلية البرغر في سريلانكا الدين المسيحي على المذهب الكاثوليكي والأنجليكاني ومذهب الكنيسة المصلحة الهولندية، والبرغر هم مجموعة عرقية أوروآسيوية صغيرة في سريلانكا ينحدرون من البرتغالين والهولنديين والبريطانيين وغيرهم من الرجال الأوروبيين الذين استقروا في سريلانكا وتزوجوا من النساء السريلانكيات المحليات. أثناء الحكم البريطاني، احتلّ البرغر مكاناً مهماً للغاية في الحياة الاجتماعية والاقتصادية السريلانكية. ويتبع أغلب شعب الهندو في إندونيسيا ذوي الأصول الهولندية والإندونيسية الأصلية المختلطة المسيحية دينًا. ويتبع شعب كريستانغ في ماليزيا ذوي الأصول الهولندية والماليزية الأصلية المختلطة المسيحية دينًا.
يعود تاريخ بدايات الكنيسة المصلحة الهولندية في الولايات المتحدة إلى عام 1628، ولعبت هذه الكنيسة دورًا في تأسيس جامعة روتجرز في عام 1766. كما وجلب المهاجرين الهولنديين تقليد سنتر كلاس إلى نيو أمستردام، والذي انتشر لاحقًا إلى باقي الولايات المتحدة وتحول لاحقًا إلى تقليد سانتا كلوز. يُميل الأشخاص من أصل هولندي في الولايات المتحدة وجنوب أفريقيا أن يكونوا أكثر تديناً بشكل عام من نظرائهم الهولنديين الأوروبيين. على سبيل المثال، تظل المجتمعات الهولندية العديدة في غرب ميشيغان معاقل رئيسية للكنيسة الإصلاحية.

### العزل المجتمعي للطوائف السياسية
في أواخر القرن التاسع عشر تحول هذا التقليد من التسامح الديني إلى نظام ما يعرف بالعزل المجتمعي للطوائف السياسية والذي تعايشت في اطاره مختلف الجماعات الدينية بشكل منفصل، ولكنها تفاعلت على مستوى الحكومة. كان لدى هولندا ثلاثة أركان على الأقل، وهي البروتستانتية والكاثوليكية والديمقراطية الاجتماعية. كانت الركيزة الكاثوليكية تتمتع بأعلى درجات التنظيم، لأن رجال الدين الكاثوليك شجعوا على تنظيم الكاثوليك في المؤسسات الطائفية. ومع ذلك، كانت الركيزة البروتستانتية المحافظة والركيزة الاشتراكية، التي كانت تتكون أساسًا من العمال الصناعيين، متماسكة بشكل وثيق تقريبًا. أقام البروتستانت والملحدين من الطبقة المتوسطة والعليا، ركيزة خاصة بهم وهي الركيزة الليبرالية أو «العامة». عزز تحرر الطبقة الوسطى المحافظة والتي غالبًا ما كانت متدينة بشدة ظهور الركيزة البروتستانتية. بينما كانت البرجوازية الهولندية إلى حد ما ليبرالية وملتزمة بالبروتستانتية «المستنيرة»، اعتنق جزء كبير من الطبقة الوسطى لاهوتًا كالفينيًا أكثر أرثوذكسية، كما علمه الواعظ والسياسي أبراهام كويبر.
كان لدى هولندا ثلاثة أركان على الأقل، وهي البروتستانتية والكاثوليكية والديمقراطية الاجتماعية، وكان لكل ركيزة أو طائفة مؤسساتها الاجتماعية الخاصة. للركيزة الكاثوليكية مدارس وجامعات (مثل جامعة رادبود نايميخن وجامعة تيلبورغ) ومستشفيات وصحف وإذاعات وشبكة تلفزيون (مثل راديو وتلفزيون كاثوليك أومرويب) وأحزاب سياسية (مثل الحزب الكاثوليكي الشعبي) ونقابات مهنية (مثل الاتحاد النقابي الكاثوليكي الهولندي واتحاد نقابات العمال الهولندية) ووكالات معونة (كاريتاس) ومصارف ومنظمات شبابية ونوادي رياضية وشركات تأمين صحي ومدافن خاصة بها. وللركيزة البروتستانتية أيضاً مدارس وجامعات (مثل الجامعة الحرة بأمستردام) ومستشفيات وصحف وإذاعات وشبكة تلفزيون (مثل رابطة راديو المسيحية الهولندية والبث الإنجيلي) وأحزاب سياسية (مثل الاتحاد المسيحي) ونقابات مهنية (مثل الاتحاد النقابي الوطني المسيحي) ووكالات معونة ومصارف ومنظمات شبابية ونوادي رياضية وشركات تأمين صحي ومدافن خاصة بها.

### الوضع السياسي والقانوني
وفقاً للمادة 133 من دستور عام 1814 ينص على أن الأمير السيادي يجب أن يكون عضواً في الكنيسة المصلحة الهولندية، وقد تم إسقاط هذا النص من دستور عام 1815. وينص دستور عام 1815 أيضًا على واجب الدولة دفع رواتب والمعاش التقاعدي لرجال الدين للأديان القائمة في ذلك الوقت وهي كل من البروتستانتية والكاثوليكية واليهودية. وقد ألغيت هذه المادة، الملقبة بالحبل الفضي (بالهولنديَّة: de zilveren koorde) في عام 1983. وتضمن هولندا حرية التعليم من خلال الدستور الهولندي منذ عام 1917، ويتم تمويل المدارس التي تديرها الجماعات الدينية (الكاثوليكية والبروتستانتية على وجه الخصوص) من قِبل الحكومة. ويجب على جميع المدارس تلبية معايير الجودة الصارمة.
وقد أسس ثلاثة من الأحزاب السياسية الممثلة في البرلمان الهولندي وهي (الإتحاد المسيحي CU، وحزب النداء الديمقراطي المسيحي CDA، والحزب السياسي الإصلاحي SGP) سياستهم على مباديء المعتقد المسيحي وتعاليمه بدرجات متفاوتة. وبالرغم من أن هولندا تعد دولة علمانية، إلا أنه وفي بعض المجالس البلدية التي تتمتع فيها الأحزاب المسيحية بالأغلبية، يتم افتتاح الاجتماعات فيها بالصلاة. بشكل عام تعطي البلديات موظفي الخدمة المدنيّة يوم عطلة في الأعياد الدينية المسيحية، مثل عيد الفصح وعيد الصعود.

### الوضع الحالي

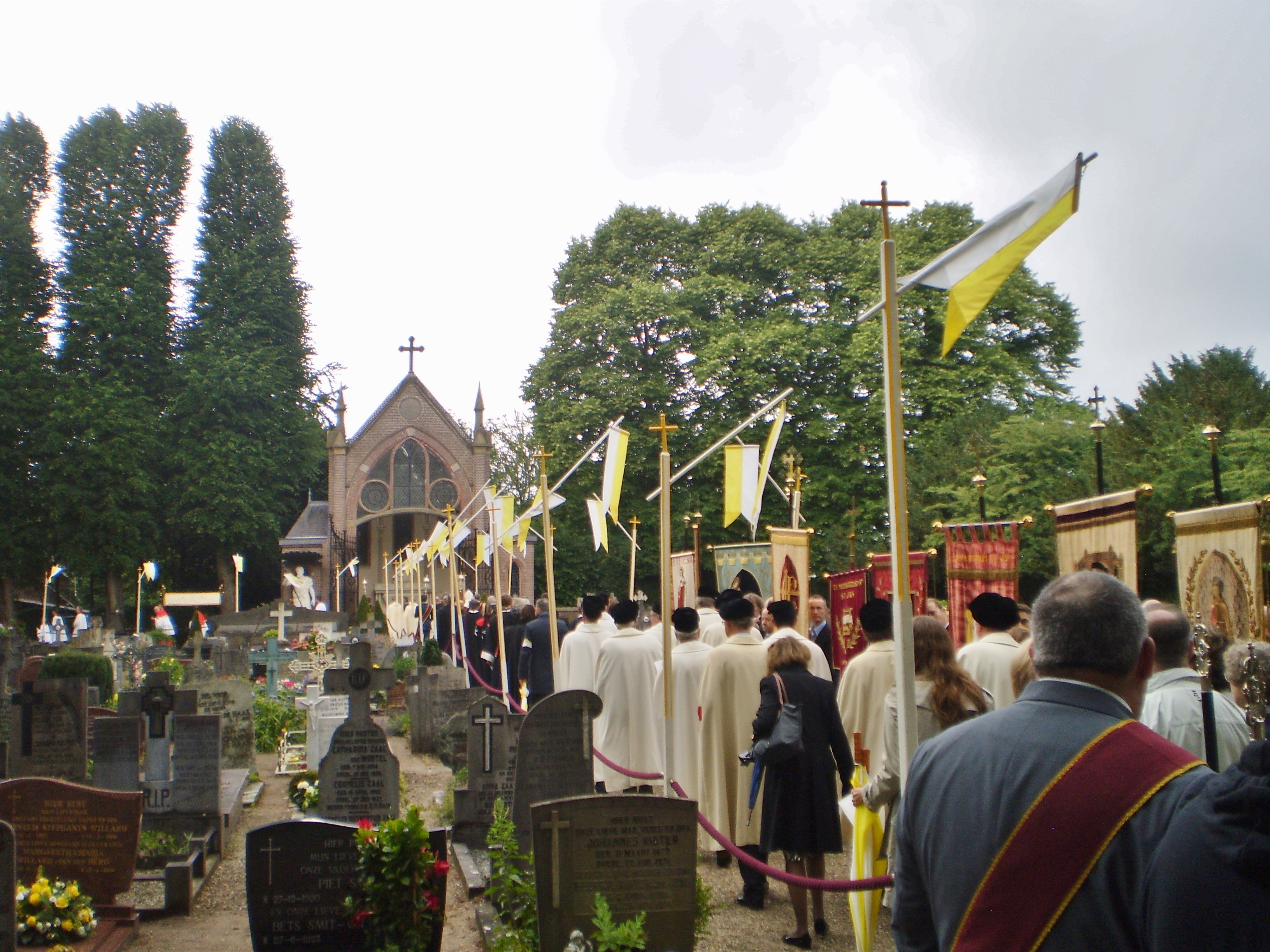
تطواف كاثوليكي في لارين.

وجدت دراسة قامت بها مركز بيو للأبحاث عام 2018 أنَّ حوالي 42% من الهولنديين قالوا أنفسهم مسيحيين وبحسب الدراسة تأتي الكاثوليكيَّة بمقدمة الطوائف المسيحيَّة مع حوالي 19% من السكان يليهم البروتستانت مع حوالي 18%، وأعتبر حوالي 46% أنفسهم مسيحيين إسميين وحوالي 10% قال أنه يُداوم على حضور القداس. عمومًا حصل حوالي 69% من مجمل الهولنديين على سر المعمودية، وقال حوالي 67% أنه تربى على التقاليد المسيحيَّة. حوالي 7% من المسيحيين في هولندا تربوا على تقاليد دينية غير مسيحيَّة وتحولوا للمسيحية لاحقاً.
وبحسب الدارسة قال 73% من المسيحيين الهولنديين أنَّ للدين أهميَّة في حياتهم، وقال 95% من المسيحيين الهولنديين المُداومين على حضور القداس أنهم يؤمنون بالله بالمقابل قال 82% من المسيحيين الإسميين ذلك. ويُداوم حوالي 35% من المسيحيين الهولنديين على حضور القداس على الأقل مرة في شهر، ويصوم حوالي 9% منهم خلال فترات الصوم، ويرتدي 13% الرموز المسيحيَّة، ويُقدم حوالي 58% منهم الصدقة أو العُشور، ويُشارك 15% معتقداتهم مع الآخرين، في حين أنَّ 46% من المسيحيين يُداومون على الصلاة ويعتبر 50% منهم متدينين. كما وحصل 95% من مجمل المسيحيين الهولنديين على سر المعمودية، وقال 67% منهم أنه سيربي طفله على الديانة المسيحيَّة، يذكر أن حوالي 10% من غير المنتسبين لأي ديانة قال أنه سيربي طفله على الديانة المسيحيَّة. بحسب الدراسة أعرب حوالي 78% من الهولنديين المسيحيين بأنَّ هويتهم المسيحيَّة هي مصدر فخر واعتزاز بالنسبة لهم، ويوافق 42% منهم على التصريح أنَّ المسيحية هي عاملًا هامًا لكي تكون وطنيًا. وقال 85% منهم أنه يعرف «الكثير» عن المسيحية.
على المستوى الاجتماعي والسياسي قال 76% من الهولنديين المسيحيين أن الكنائس تلعب دور إيجابي في مساعدة الفقراء والمحتاجين، وعبرَّ 83% من المسيحيين المتلزمين للغاية عن وجهات نظر إيجابية للمؤسسات الدينية مقابل 48% من المسيحيين الأقل التزاماً. ورفض 77% من الهولنديين المسيحيين القول أنَّ «العِلم يجعل الدين غير ضروري في حياتي!»، كما وقال أقل من 1% من الهولنديين المسيحيين أن تعاليم المسيحيَّة لاتُروج للعنف مقابل 16% منهم قال أن تعاليم الإسلام تُروج للعنف، كما وقال حوالي 37% منهم أنه يعرف شخص يهودي على المستوى الشخصي، ويعرف حوالي 56% شخص ملحد على المستوى الشخصي، ويعرف حوالي 66% شخص مُسلم على المستوى الشخصي. وقال 10% من الهولنديين المسيحيين أنهم غير مستعدين لتقبل اليهود داخل عائلتهم، بالمقابل يقول 10% من الهولنديين الكاثوليك وحوالي 13% من الهولنديين اليهود بأنه غير مستعد لتقبل المسلمين داخل عائلتهم. يذكر أنه وفقاً لمركز بيو للأبحاث 76% من المسيحيين الهولنديين متزوجين من أشخاص من نفس الديانة.